# Histoire des Juifs en terre d'Israël
L'histoire des Juifs en terre d'Israël (hébreu : ארץ ישראל - Eretz Israel) se développe sur près de 3000 ans et témoigne, malgré la dispersion des Juifs, de l'importance particulière, pour eux, de la terre d'Israël.
La terre d'Israël, appelée terre sainte par les chrétiens, correspond au pays de Canaan ou encore à la région connue sous son nom romain, plus tardif, de Palestine. Elle a, de tout temps, joué un rôle central dans l'histoire des Juifs, si bien qu'ils l'appellent souvent familièrement ארץ - Eretz (terre). Ils l'évoquent affectueusement dans toutes leurs prières (matin, après-midi, soir), dans les actions de grâce après le repas et particulièrement lors de la cérémonie familiale du Séder de Pessa'h. À toute époque, malgré exils et massacres, il y a eu une vie juive en terre d'Israël : après la conquête romaine, après la conquête arabe, après la conquête croisée, etc. Un très lent mouvement de retour vers la terre d'Israël s'est produit ensuite, devenant significatif à partir de l'expulsion des Juifs d'Espagne en 1492 pour s'accélérer légèrement à la fin du XVIIIe siècle sur les recommandations du Gaon de Vilna, puis nettement avec la naissance du sionisme à la fin du XIXe siècle. Les Juifs ont réacquis la souveraineté sur cette terre ancestrale avec la renaissance de l'État d'Israël en 1948, mais cette souveraineté leur est disputée par la population arabe habitant ou ayant habité cette même terre depuis des siècles, et par certains États environnants.

## Chute du Premier Temple (1000 av. J.-C. - 586 av. J.-C.)

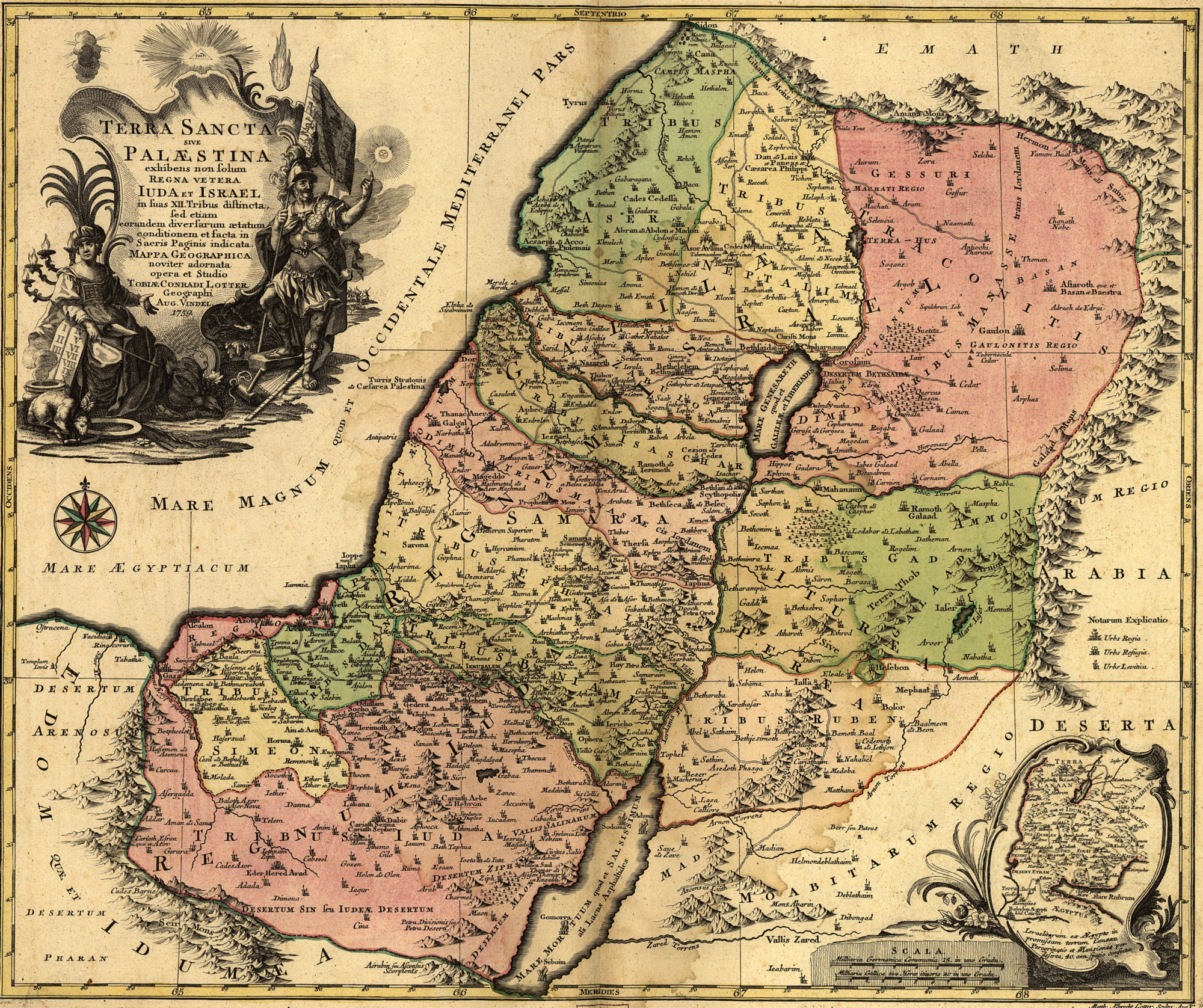
Représentation des territoires des tribus d'Israël (carte de 1759)

L'histoire ancienne du peuple juif n'est, à défaut de données archéologiques, connue jusqu'au IXe siècle av. J.-C. qu'à travers le récit de la Bible, dont la fiabilité historique est souvent remise en cause dans certains milieux universitaires.
Ce peuple est, selon le Livre de Josué, issu des tribus d'Israël, composées en majeure partie sinon en totalité des Israélites (hébreu : בְנֵי-יִשְׂרָאֵל - b'nei Israël, les Enfants d'Israël (c'est-à-dire de Jacob, « Israël » étant son second nom) ; lorsqu'ils reviennent d'Égypte sur leur terre ancestrale, et s'apprêtent à reprendre possession du pays de Canaan, ils se réunissent à Sichem pour jurer fidélité à YHWH, et répudier tout autre culte. Rapidement contraints de se choisir un roi de par la menace philistine (XIe siècle), les Israélites sont unifiés par les rois Saül, David et Salomon, dont le règne est particulièrement brillant, mais, à la fin du Xe siècle le royaume se scinde, avec le royaume d'Israël au nord, dont la capitale est Samarie, et celui de Juda, dont la capitale est Jérusalem, au sud.
Toujours selon la Bible, du IXe siècle au VIe siècle, dans les deux royaumes, se développe le prophétisme qui inspire ou essaye d'inspirer avec plus ou moins de succès les rois des deux royaumes. Ils subordonnent la richesse matérielle aux exigences morales et prédisent la chute de Samarie et de Jérusalem si leurs habitants et leurs gouvernants ne s'amendent pas. Les plus célèbres prophètes sont Élie, Amos, Isaïe et Jérémie.
En 722 av. J.-C., Salmanazar V, roi d'Assyrie et de Babylone, prend Samarie et détruit le royaume d'Israël, dont une partie des habitants se réfugie dans le royaume de Juda, en particulier à Jérusalem.
Jérusalem est assiégée en 586 av. J.-C., et, selon le second Livre des Rois, un grand nombre de ses habitants est déporté en Babylonie. Une partie en revient cependant 70 ans plus tard, et reconstitue la Judée (יהודה Yéhouda). C'est de cette époque que datent les premières mentions des Juifs proprement dits (יְהוּדִים Yéhoudim « Judéens »), dans Zacharie 8:23.

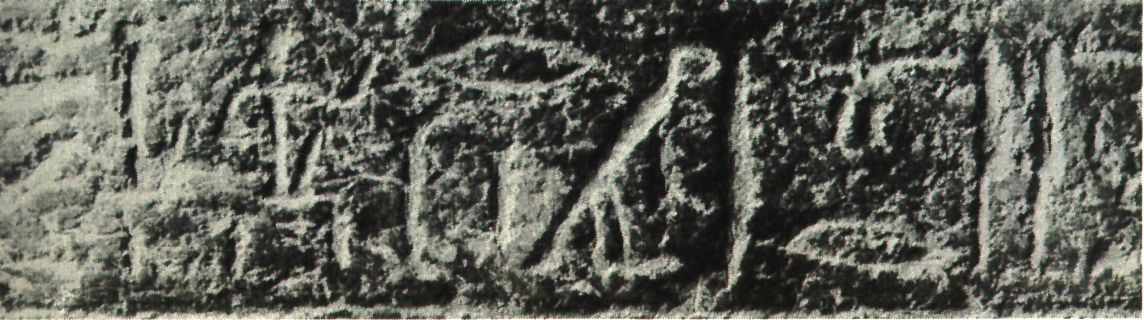
Partie de la stèle de Mérenptah mentionnant en hiéroglyphes le terme ysr3r (Israel).

Pour les critiques de cette vision, en revanche, le peuple d'Israël, dont la première source archéologique attestée est la stèle de Mérenptah (1208 av. J.-C.), est issu de fermiers et éleveurs cananéens installés depuis le début du XIIe siècle sur les hautes terres de Judée et Samarie, entre la vallée de Jezreel et Hébron. Ils se distinguent des populations similaires voisines d'Ammon, Moab et Édom par l'interdiction absolue de manger de la viande de porc,. Toujours selon la Bible dévoilée, les Israélites n'ont pas été unifiés sous les règnes des rois David et Salomon et deux royaumes, Israël et Juda se sont petit à petit formés partageant une même culture caractérisée par des dialectes proches, le même alphabet et le culte de YHWH entre autres déités. Toutefois, sur le plan matériel, le royaume du nord à l'agriculture plus riche, développe une économie plus diversifiée. Leur population aurait atteint, au VIIIe siècle, 160 000 personnes.

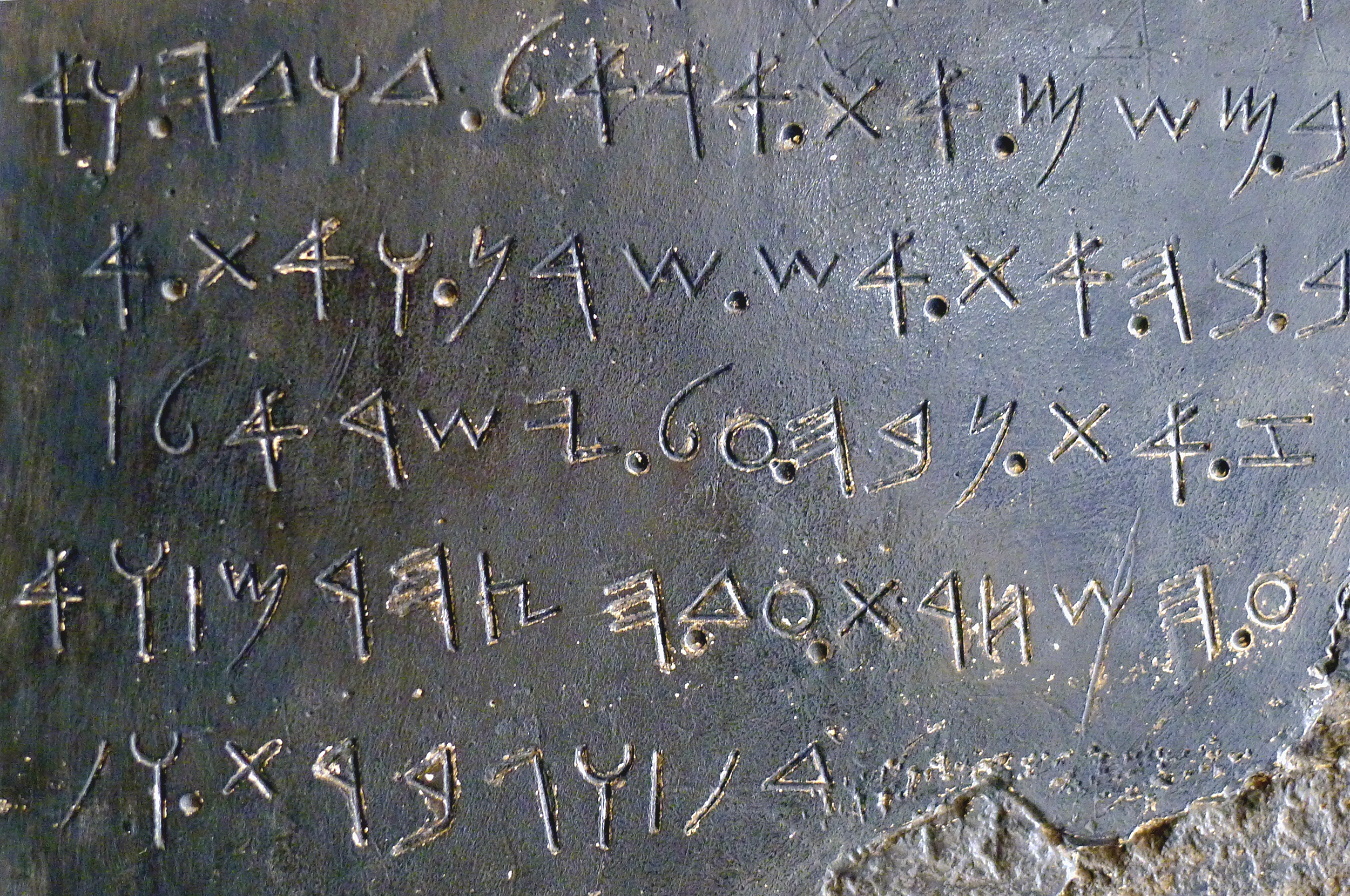
Détail de la stèle de Mesha relatant en alphabet moabite les victoires de Mesha contre le royaume d'Israël.

Le premier roi d'Israël dont l'archéologie fait mention est Omri, dont le nom est mentionné dans la stèle de Mesha du VIIIe siècle. Omri a dominé une région plus étendue que le territoire traditionnel des tribus d'Israël. Il a conquis, au moins en partie, Moab et le sud de la Syrie. Israël Finkelstein et Neil Asher Silberman lui attribuent la prospérité du pays et les importantes constructions de Megiddo, Gezer et autres villes que les précédentes théories archéologiques situent à l'époque de Salomon qui n'aurait régné, comme David son père, que sur Juda.

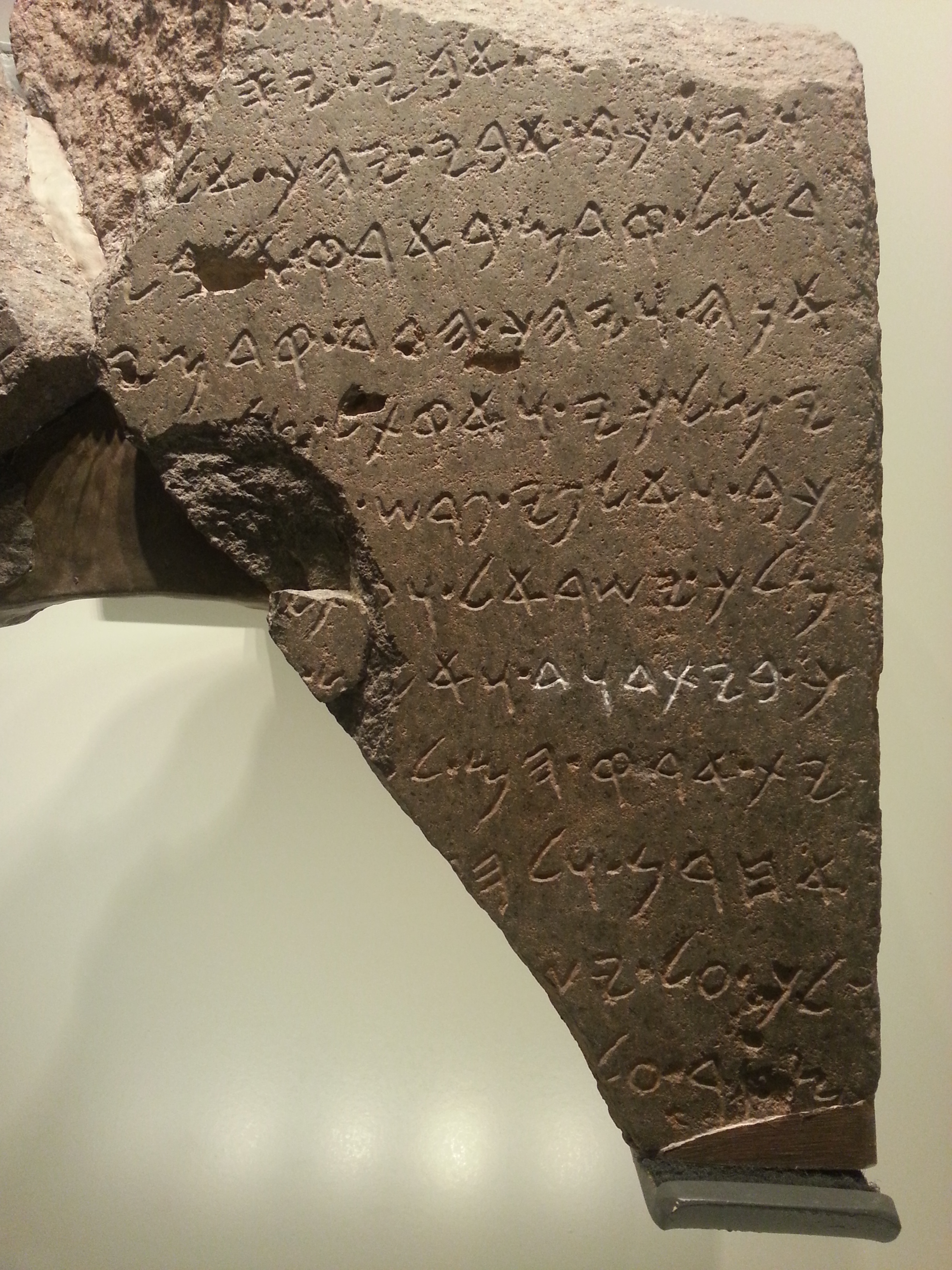
Détail de la stèle de Tel Dan mentionnant « Maison de David » et « roi d'Israël ».

L'historicité de David est attestée par la stèle de Tel Dan qui mentionne la maison de David, d'où sont issus les rois de Juda. Après de nombreux conflits avec ses voisins dont principalement la Syrie et un développement politique, économique et démographique notable (sa population aurait atteint jusqu'à 350 000 habitants), le royaume d'Israël disparaît vers 724 av. J.-C. avec la conquête assyrienne.
La chute du royaume d'Israël amène de nombreux réfugiés israélites en Juda, à Jérusalem dont la population serait passée en quelques décennies de 1 000 à 15 000 habitants. Juda est à son tour ravagé par les Assyriens sous Ézéchias à la fin du VIIIe siècle puis connaît une période plus paisible sous les longs règnes de Manassé (vers 698-642) et de Josias (vers 639-609). C'est dans le royaume de Juda, sous le règne de Josias, que la religion des Israélites commence à devenir, à proprement parler, le judaïsme. Le Deutéronome, dernier livre de la Torah qui aurait été découvert ou redécouvert sous son règne dans le Temple, serait en réalité le premier livre de la Torah dont la composition aurait été achevée. Ce serait aussi à cette époque que le choix de YHWH comme divinité unique, invoqué par la Bible comme le motif d'union de ce peuple, serait apparu, afin d'unir les royaumes du Nord et du Sud.

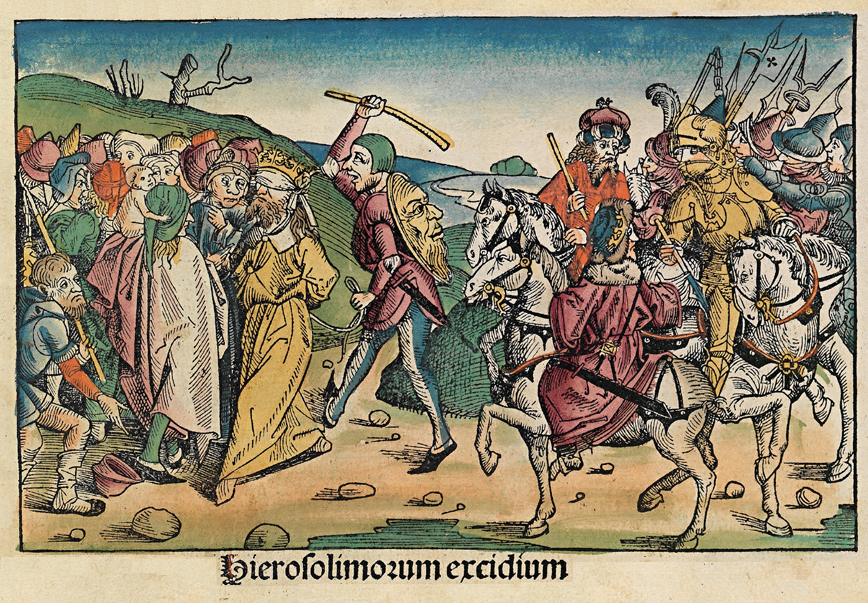
Expulsion des Juifs de Jérusalem, Nuremberg chronicles, 1493

Après la mort de Josias, le royaume est pris dans le jeu des grandes puissances de l'époque, l'Égypte et la Babylonie et succombe à son tour en 586 av. J.-C., quand Jérusalem est prise par Nabuchodonosor II, roi de Babylone. En plusieurs fois (597, 587 et peut-être 582), des milliers de Juifs sont déportés vers la Babylonie, alors que d'autres se réfugient en Égypte. Ils sont à l'origine de la diaspora juive et de ses deux plus anciennes communautés juives, celles des Juifs en Irak et des Juifs en Égypte.

## Premier exil (586-538 av. J.-C.)

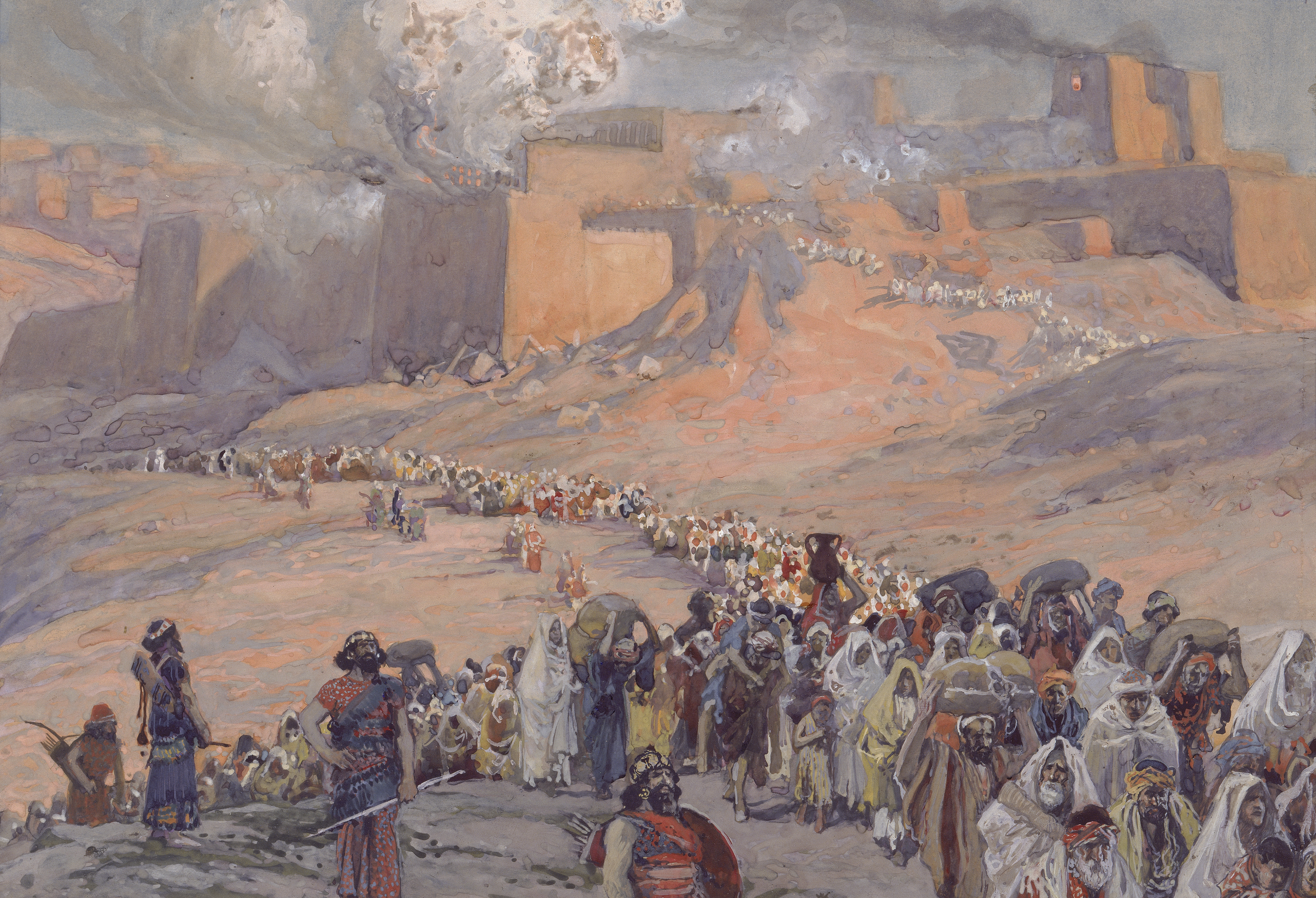
La fuite des prisonniers, J. Tissot, 1896-1902

La vie que les Juifs auraient menée dans la Judée occupée par les Babyloniens nous est relatée par le prophète Jérémie, contemporain de ces événements dans le livre des Lamentations et le livre de Jérémie.
Les Babyloniens avaient déporté l'élite juive et il n'était resté au pays que les plus démunis. Le gouverneur, juif, Guedaliah nommé par Nabuchodonosor est assassiné par des Ammonites, ce qui provoque la colère de Nabuchodonosor et l'exil de 582.

## Le retour des exilés et la domination perse (538-332 av. J.-C.)
En 539 av. J.-C., le roi de Perse, Cyrus le Grand conquiert Babylone. Selon le livre d'Esdras, il prend un décret permettant aux Juifs de retourner en Judée, sous la conduite de descendants des rois de Juda, en leur restituant le butin pris dans le Temple par Nabuchodonosor. Or, la communauté juive de Babylonie y avait prospéré et ce sont probablement les plus pauvres des exilés, peu nombreux, qui choisissent de s'en retourner en Judée.

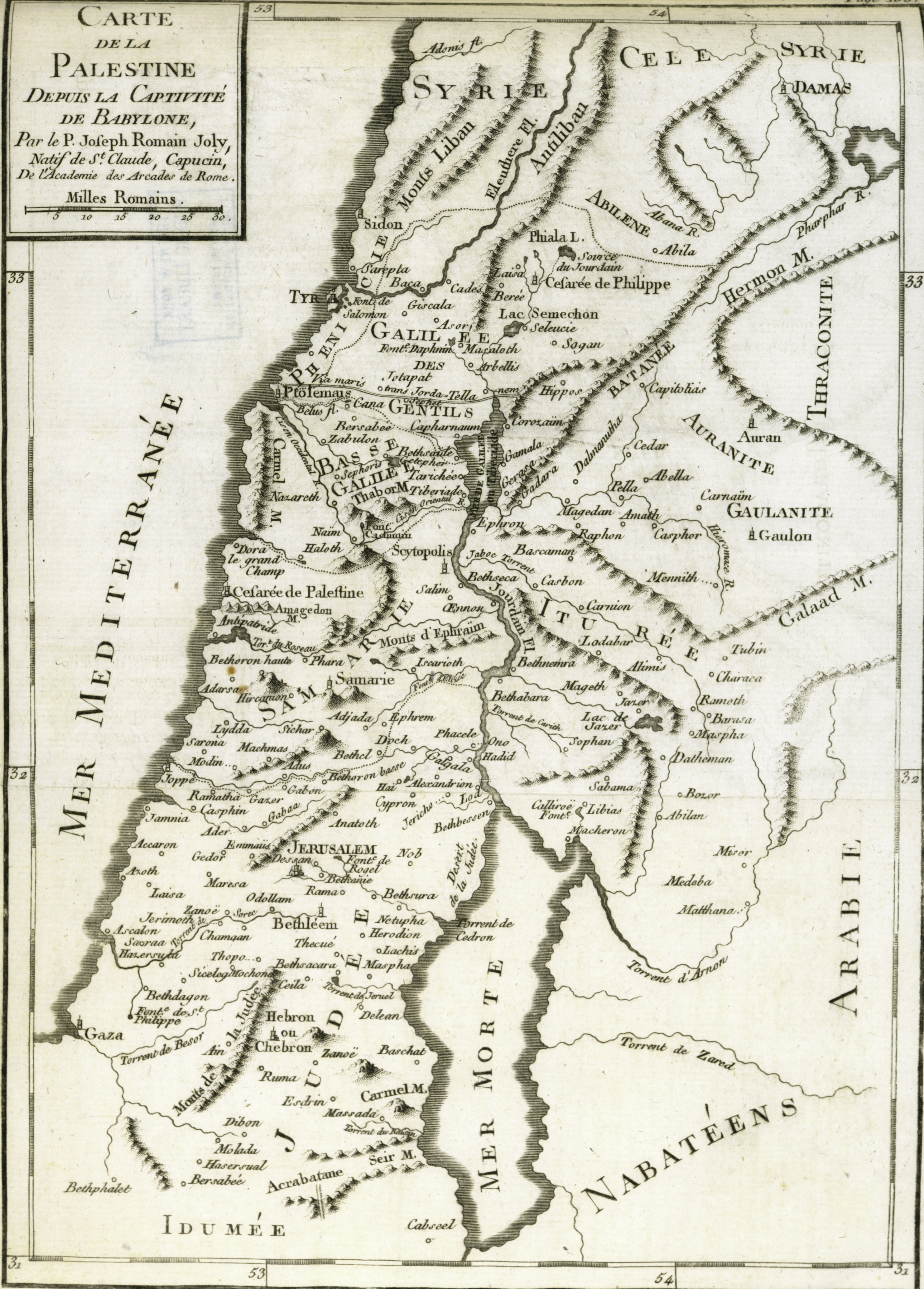
Carte de la Palestine depuis la captivité de Babylone, J. R. Joly, 1784

La Judée devient alors une province (pahva) de l'empire perse, subdivision d'une satrapie, dirigée par un gouverneur juif nommé par le roi de Perse. La reconstruction du Temple est entreprise et après de nombreuses difficultés d'ordre politique et financier, le Second Temple est inauguré en 515 av. J.-C. par Zorobabel, gouverneur de Judée, issu de la maison de David. Toutefois, la Judée reste une province pauvre où la pression fiscale interdit le développement.
Il faut la nomination d'un nouveau gouverneur Néhémie, échanson juif du roi de Perse Artaxerxès Ier (464-424 av. J.-C.) pour débloquer la situation. Homme d'autorité, il organise les travaux pour reconstruire les murailles et rétablit le plein respect de la loi tirée du Deutéronome, entre autres le respect du Shabbat et le paiement de la dîme. Néhémie est suivi dans son œuvre de rétablissement de la loi juive par Ezra, un autre notable revenu à Jérusalem à la tête d'un groupe d'environ 6000 immigrés de Babylonie : avec Néhémie, il interdit le mariage des Juifs avec des étrangères, et il aurait établi l'usage des caractères carrés venant de l'araméen pour écrire l'hébreu ; il établit la Grande Assemblée qui va continuer à fixer les règles du judaïsme pendant les siècles à venir ; il organise une séance publique de la lecture de la Torah, par laquelle on lui attribue d'en avoir finalisé le texte puis fixe les règles de lecture de la Torah les lundis, jeudis et shabbats. Néhémie solennise ces décisions en organisant une grande cérémonie où le peuple assemblé jure d'observer la Torah. La Jewish Encyclopedia, se fondant sur la Bible, estime la population juive de Judée de cette époque à 130 000 personnes, au plus.
S'ouvre alors, une assez longue période de paix et de prospérité pour les Juifs d'abord sous la domination perse puis sous la domination d'Alexandre le Grand et de ses héritiers lagides.
On estime qu'à la fin de la domination perse, la population juive de la terre d'Israël est concentrée dans la région montagneuse autour de Jérusalem, des confins de la plaine côtière au Jourdain.

## La domination grecque (332-142 av. J.-C.)

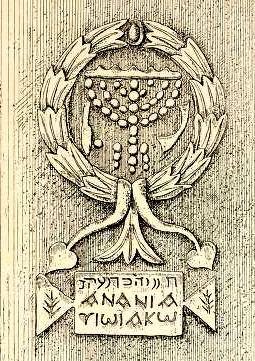
Bas-relief réutilisé (aujourd'hui détruit), trouvé en 1870 sur la Grande mosquée anciennement église des Croisés de Gaza, indiquant en grec et en hébreu : « A Hanania fils de Jacob ».

Alexandre le Grand conquiert l'empire perse et pendant près de 200 ans, les Grecs vont gouverner la terre d'Israël.
Seuls les grands-prêtres représentent une autorité juive : ils exercent une sorte d'autorité civile et leur autorité religieuse, reconnue jusqu'à Alexandrie, demeure incontestée sous le règne des Lagides. En 201 av. J.-C., les Lagides sont vaincus par les Séleucides qui commencent par améliorer le sort de la Judée en y abaissant les impôts mais en 189 av. J.-C., devant les revers contre les Romains essuyés à Magnésie, et l'imposition de la paix d'Apamée, la très lourde indemnité dont ils doivent s'acquitter est répercutée sur la Judée. Les rois séleucides convoitent le trésor du temple de Jérusalem et vendent la charge de grand-prêtre au plus offrant. Le conflit entre Juifs hellénisants et Juifs plus fidèles à la tradition divise même la famille du grand-prêtre quand Jason promet une importante somme d'argent au roi Antiochus Épiphane pour obtenir le titre de grand-prêtre que possède alors son propre frère Onias III. Jérusalem est alors hellénisée - on y construit un gymnase - et rebaptisée Antioche. Une puissante garnison est installée dans une nouvelle forteresse, l'Acra ; et le Temple est profané par le sacrifice de porcs et des fêtes dionysiaques, tandis que les livres sacrés sont brûlés.

## La révolte des Maccabées et les Hasmonéens (168-63 av. J.-C.)
La révolte éclate en 167 av. J.-C. à l'instigation du prêtre Mattathias l'Hasmonéen, relayé après sa mort par ses fils, Simon et Judas dit Maccabée, le chef militaire. En 164, ils pénètrent dans Jérusalem, purifient le Temple et le ré-inaugurent. Ils instituent alors la fête de la Dédicace, appelée en hébreu Hanoucca.
Judas recherche et obtient l'alliance romaine qui fait l'objet d'un traité qui sera renouvelé pendant près d'un siècle par les souverains hasmonéens.
Après la mort au combat de Judas, son frère Jonathan lui succède et profite des luttes internes au royaume de Syrie pour agrandir son territoire. Il est nommé grand-prêtre lors de la fête des Tabernacles en 152 av. J.-C..
Après une vingtaine d'années de luttes, il faut la mort violente de quatre des cinq fils de Mattathias pour que Simon soit reconnu de facto comme « grand prêtre, stratège et ethnarque » en mai 142 av. J.-C.. Il bat monnaie et le peuple est enchanté de son règne, selon le premier livre des Maccabées.

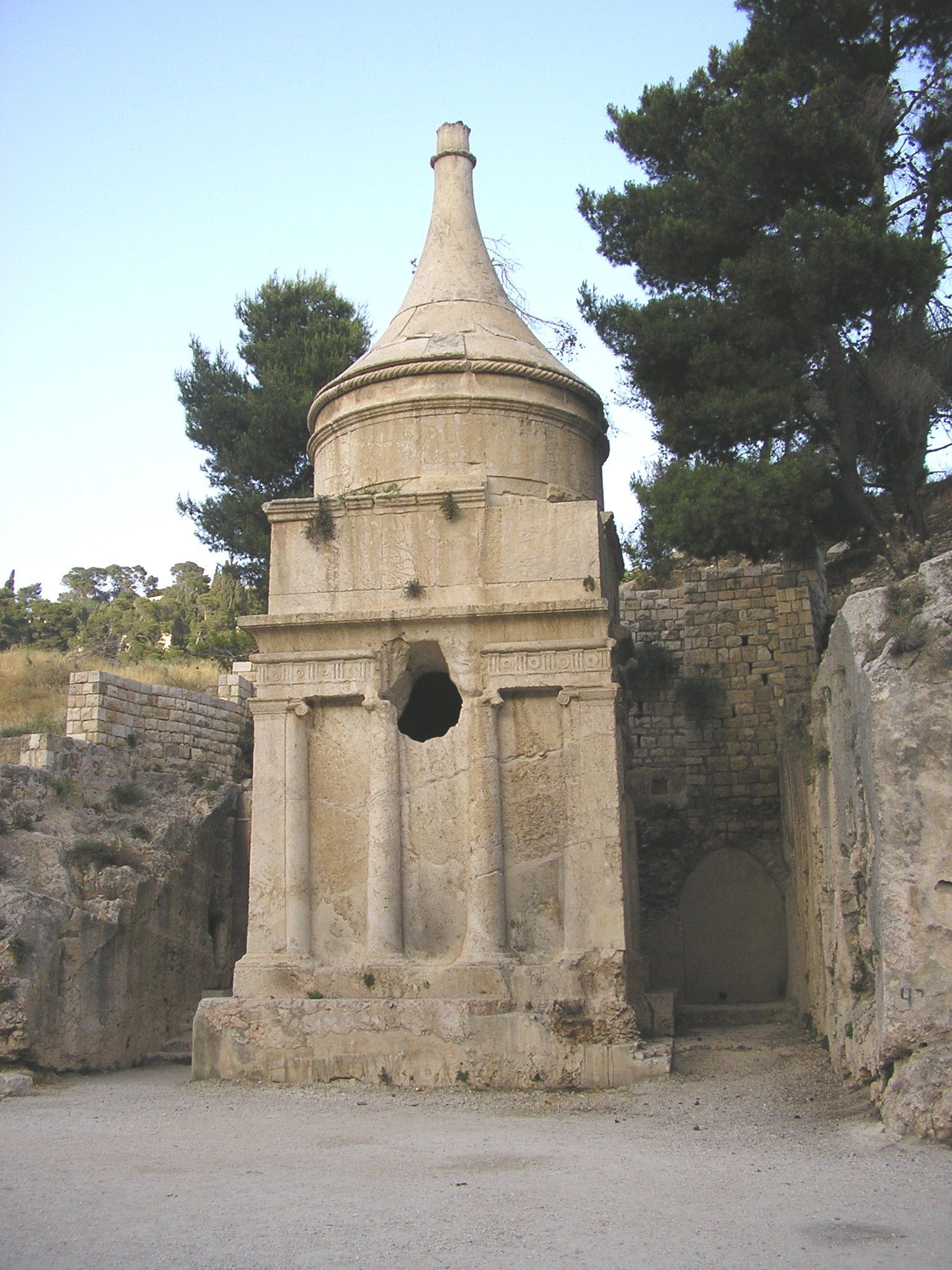
Monument d'Absalon à Jérusalem

Les Hasmonéens, tels Jean Hyrcan (134-104 av. J.-C.) qui conquiert le pays des Iduméens et les convertit au judaïsme et Alexandre Jannée (103-76 av. J.-C.), agrandissent considérablement leur royaume qui s'étend du Sinaï aux monts du Golan et de la mer Méditerranée à l'est du Jourdain. Le judaïsme est loin d'y constituer la religion majoritaire. Bien qu'arrivés au pouvoir par une révolte contre l'hellénisation, les Hasmonéens, à partir d'Aristobule Ier (104-103 av. J.-C.), qui se fait appeler « Philhellène », prennent le titre de basileus (roi) et organisent leur royaume à la mode grecque. Le style des monuments est hellénisant comme en témoigne le monument dit d'Absalon à Jérusalem. Mais surtout les Hasmonéens se querellent en permanence, tant et si bien, qu'ils sollicitent l'intervention de Rome. Finalement, Pompée conquiert Jérusalem en 63 av. J.-C. et profane le Temple, sans toutefois le piller. Douze mille Juifs périssent dans les combats et de nombreux prisonniers sont envoyés à Rome. Ils sont à l'origine de la communauté juive italienne, la plus ancienne d'Occident. Pompée établit alors la domination romaine pour près de 7 siècles, jusqu'à la conquête arabe.

## Un vivier intellectuel (IIIesiècleav. J.-C.-Iersiècleapr. J.-C.)
Du IIIe siècle av. J.-C. au Ier siècle apr. J.-C., malgré une vie politique violente marquée par les rivalités entre membres des familles royales et sacerdotales et entre les divers courants religieux, malgré les guerres contre les Grecs puis les Romains, la terre d'Israël voit éclore une production intellectuelle d'une très grande richesse, tant aux points de vue littéraire que religieux, qui reflète souvent la confrontation des mondes juif et grec.

### Une littérature en hébreu, en araméen et en grec
Certains de ces textes seront retenus dans le canon biblique juif comme l'Ecclésiaste, d'autres font partie du canon catholique ou orthodoxe comme les deux premiers livres des Maccabées (les protestants considérant ces livres comme apocryphes), de nombreux autres sont considérés comme apocryphes. Un des sujets les plus souvent abordés est l'Apocalypse, comme dans le livre de Daniel ou celui de Hénoch. Certains manuscrits de cette époque ont été retrouvés à Qumrân, au-dessus de la mer Morte, dont le document de Damas qui relate les persécutions subies par les esséniens.
Le monde juif a son historien, Flavius Josèphe (37 - vers 100), une des sources principales pour l'histoire de cette période, qui vécut la guerre des Juifs contre les Romains de Vespasien et de Titus d'abord en tant que général juif puis en tant que prisonnier passé aux Romains. Dans ses textes, (comme Antiquités judaïques et la Guerre des Juifs) écrits en araméen et en grec, outre la volonté de se justifier, il s'efforce de faire comprendre le point de vue juif aux Romains parmi lesquels il passe la fin de sa vie.

### De multiples courants religieux
Le judaïsme de l'époque du Second Temple est parcouru de multiples courants religieux qui peuvent se combattre violemment et dont la division est souvent considérée comme une des causes de la chute du Second Temple. Les Juifs partagent alors la terre d'Israël avec les Grecs et une frange du monde juif, souvent liée au pouvoir tend à helléniser le culte. Le judaïsme hellénistique, très influent à Alexandrie, était aussi celui des derniers Hasmonéens.
On parle aussi des Hassidéens, des hommes pieux qui ont été parmi les premiers à se rallier à Judas Maccabée pour libérer le Temple. Mais surtout, le monde juif est partagé entre Sadducéens et Pharisiens. Les Sadducéens affirment la primauté du Pentateuque et de ses lois, aux dépens des enseignements ultérieurs et de toute mystique. Les Pharisiens prennent en compte la Torah mais aussi les autres livres de la Bible et les enseignements des sages. Ils croient à l'immortalité de l'âme. Ils vont donner naissance au judaïsme rabbinique. Hillel l'Ancien, un docteur de la Loi venu de Babylone, descendant de la maison de David, qui préside le Sanhédrin et Shammaï fondent des écoles rabbiniques d'interprétation de la Torah, qui vont être à l'origine de la Mishnah.
De nombreuses autres sectes existent, qui attendent l'arrivée imminente du Messie, comme les esséniens.
C'est du Ier siècle av. J.-C. que datent les plus vieilles synagogues qu'on connaisse aujourd'hui. La synagogue la plus ancienne dont on ait des traces serait l'une de celles de Jéricho, située près des ruines d'un palais hasmonéen,. Il faut aussi citer celle de Gamla sur le Golan.
Au Ier siècle apparaissent de nouvelles sectes juives, les zélotes, partisans de la lutte à outrance contre les Romains, les baptistes, autour de Jean le Baptiste puis les disciples de Jésus,.
Enfin, en marge du judaïsme, il faut rappeler l'existence (jusqu'à ce jour) des Samaritains, qui ne reconnaissent que le Pentateuque et adorent l'Éternel, non à Jérusalem mais sur le mont Garizim (aujourd'hui près de Naplouse).

## De la conquête de Pompée à la destruction du Second Temple par Titus (63 av. J.-C. - 70 apr. J.-C.)

### Les derniers Hasmonéens (63-37 av. J.-C.)
Pompée se garde d'annexer entièrement la terre d'Israël à la province romaine de Syrie de même qu'il évite d'en faire une province à part entière. Il laisse à Hyrcan II, le roi hasmonéen et à Antipater, son ministre, la Judée et la Galilée tandis que la Syrie reçoit la côte, la Samarie et la Décapole.
En -54, Crassus s'empare du trésor du temple de Jérusalem, que Pompée n'avait pas touché, et selon Flavius Josèphe, récupère un total de 10 000 Talents ainsi qu'une poutre d'or que le sacrificateur Eléazar lui avait remise à condition de promettre par serment - non respecté - de laisser les anciennes tapisseries qui ornaient le sanctuaire.
César, lui, favorise Antipater qui l'a soutenu dans sa campagne d'Égypte, avec ses fils Phasaël nommé gouverneur de Jérusalem et Hérode, gouverneur de Galilée. Il confirme par décret puis par senatus-consulte, peu avant son assassinat, l'ethnarchie à Hyrcan et à ses descendants et il exempte les Juifs d'impôts.
Les exactions d'Hérode en Galilée puis son procès à Jérusalem par le Sanhédrin — dont il fera plus tard exécuter les membres — suscitent la guerre civile en Judée entre les partisans d'Antigone, fils d'Aristobule II, soutenus par les Parthes et ceux de Hérode et Phasaël, soutenus par les Romains. En -40, Antigone prend le contrôle de Jérusalem et remet Hyrcan II aux Parthes. Mais Hérode se déplace à Rome, obtient l'appui du Sénat contrôlé par Octave et Marc Antoine qui le proclament roi des Juifs. La guerre reprend entre les deux rois de Judée, Antigone et Hérode et en -37, Hérode qui bénéficie de l'assistance des légions romaines met le siège devant Jérusalem qui est prise au bout d'un siège de quelques mois. Antoine fait décapiter Antigone en -37 à Antioche et Hérode peut régner sans partage, d'autant qu'il fait rapidement assassiner ceux qui pourraient paraître plus légitimes : en -35, Aristobule III, grand-prêtre, petit-fils d'Hyrcan II et frère de son épouse Mariamne puis Hyrcan II lui-même âgé de plus de 80 ans.

### La dynastie hérodienne (37 av. J.-C. - 44 apr. J.-C.)

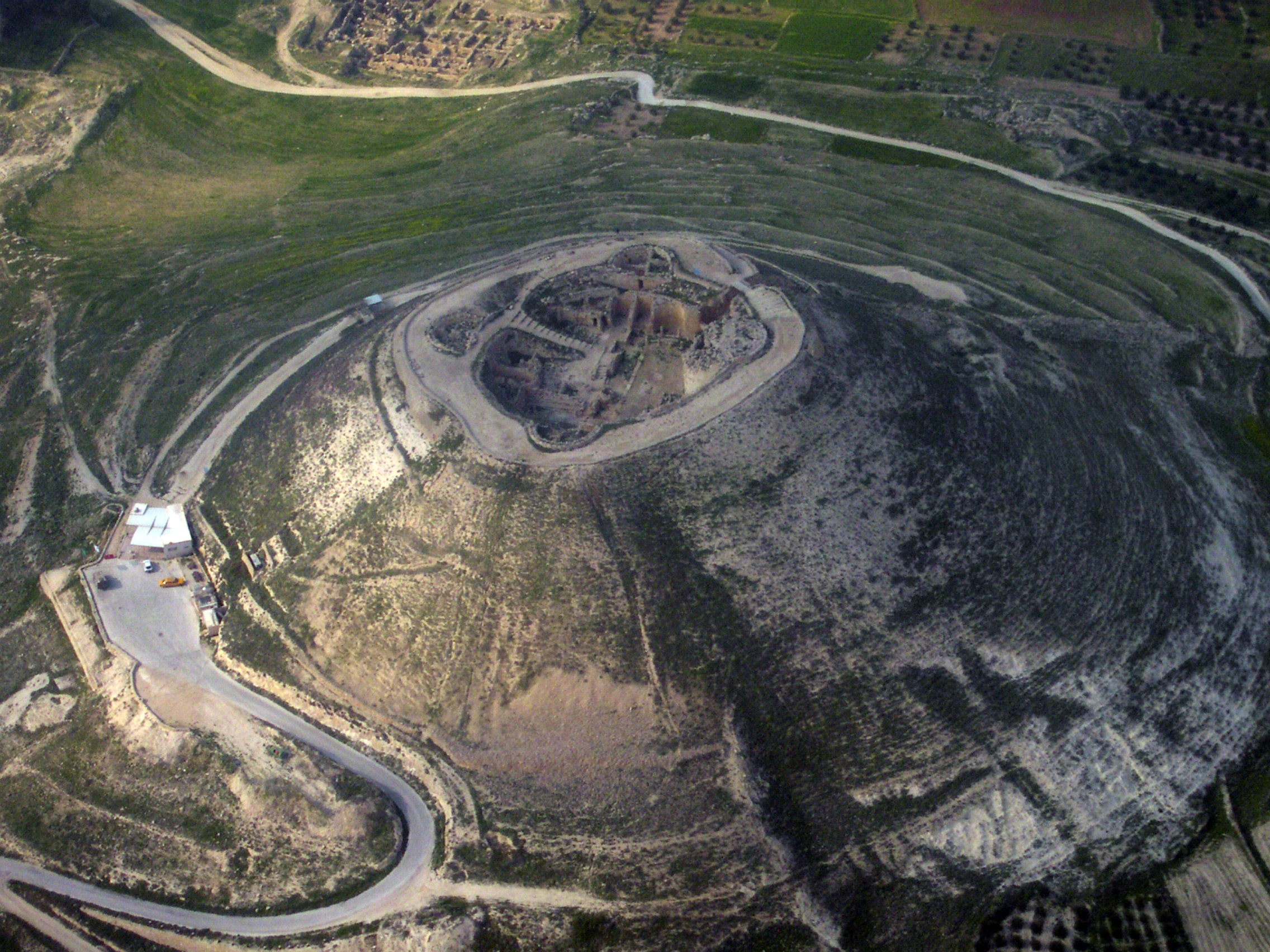
Vue aérienne de l'Hérodion en cours de fouilles archéologiques

Hérode est un Iduméen, donc issu d'un peuple récemment converti au judaïsme, qui épouse Mariamne, une princesse hasmonéenne. Lui-même est très influencé par la culture grecque. C'est un fin général qui reconquiert tout le domaine des Hasmonéens. Il établit une certaine prospérité dans son royaume et ménage pharisiens et esséniens. C'est aussi un grand bâtisseur qui agrandit et restaure le Second Temple, à partir de 20 av. J.-C., dont les travaux finiront en 63 soit 7 ans seulement avant sa destruction et dont il reste encore le Mur occidental, élève des palais - forteresses impressionnants à Massada ou à Hérodion où, chaque fois, il fait construire une synagogue, et crée des villes comme Césarée. Mais la peur d'être assassiné le conduit à faire tuer la plupart des membres de sa famille proche et il laisse l'image d'un roi cruel. Il meurt en 4 av. J.-C. et ses fils survivants n'arrivent pas à maintenir son royaume. En 6 apr. J.-C., Archelaos est exilé par les Romains en Gaule et la Judée devient province romaine, dans les frontières du royaume d'Hérode.
Comme toute province romaine, la Judée devient alors administrée par des gouverneurs romains. Ils portent le titre de préfet ou procurateur. Ils peuvent exercer tous les pouvoirs et faire et défaire les grands-prêtres. On peut citer Coponius sous la procurature duquel a lieu le recensement de 6 apr. J.-C. qui suscite l'hostilité de Judas de Gamala. De 26 à 36 apr. J.-C. c'est Ponce Pilate. La mort de Tibère permet à Hérode Agrippa Ier, protégé de son successeur Caligula, descendant d'Hérode le Grand et des Hasmonéens, de retrouver le trône d'abord en tant que tétrarque (il gouverne la Galilée, la Samarie, la Judée et l'Idumée) puis grâce à l'empereur Claude, en tant que roi de Judée. Son règne fut un bref moment de renaissance pour le judaïsme. Il rend son autorité au Sanhédrin mais il meurt en 44. Son fils et successeur, Hérode Agrippa II reçoit bien, après quelque temps, un titre royal et l'inspection du Temple et le droit de nommer le grand prêtre, mais il ne règne pas sur la Judée,. Rome reprend le contrôle de la Judée et le pouvoir revient aux procurateurs.

### Les dernières années du Temple et la guerre des Juifs (44-73)
Les procurateurs romains reprennent donc le pouvoir, suscitant la rancœur des Judéens. Les heurts sont nombreux parmi les Juifs, particulièrement à cause des zélotes et autres sicaires, et avec les Samaritains, les Grecs et les Romains. Les procurateurs, corrompus, contribuent à l'agitation. Sous le procurateur Félix (52-60), les émeutes de Césarée entre Juifs et Grecs amènent l'intervention de la troupe romaine et la mort de nombreux Juifs puis l'arbitrage de l'empereur, Néron, qui donne raison aux Grecs.
C'est l'époque où seuls, quelques-uns, essayent de se tenir au-dessus du conflit. Ils se réunissent autour des autorités du Sanhédrin, Shimon ben Gamliel et Yohanan ben Zakkaï et se consacrent à l'enseignement de la Torah.
De nouveaux troubles, à Césarée, en 66, entraînent la révolte, marquée par la cessation par Éléazar ben Hanania des sacrifices pour l'empereur et malgré les appels au calme de Hérode Agrippa II, les Juifs, sous la conduite des Zélotes, battent, à Beït-Horon, la douzième légion du gouverneur de Syrie Cestius Gallus et s'emparent de Jérusalem. Il semble que les membres du Sanhédrin, plus modérés que les Zélotes, prennent alors le contrôle des affaires. Ils nomment des gouverneurs de province et notamment Joseph ben Mattathias, issu d'une famille sacerdotale, à la tête de la province stratégique de Galilée.

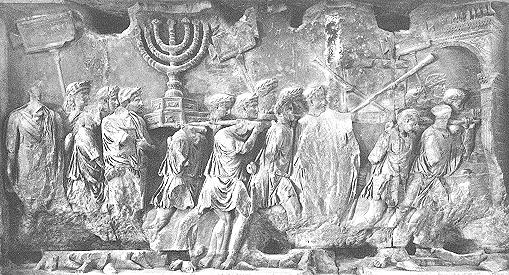
La menorah et les trompettes du temple de Jérusalem telles que représentées sur l'arc de triomphe de Titus à Rome

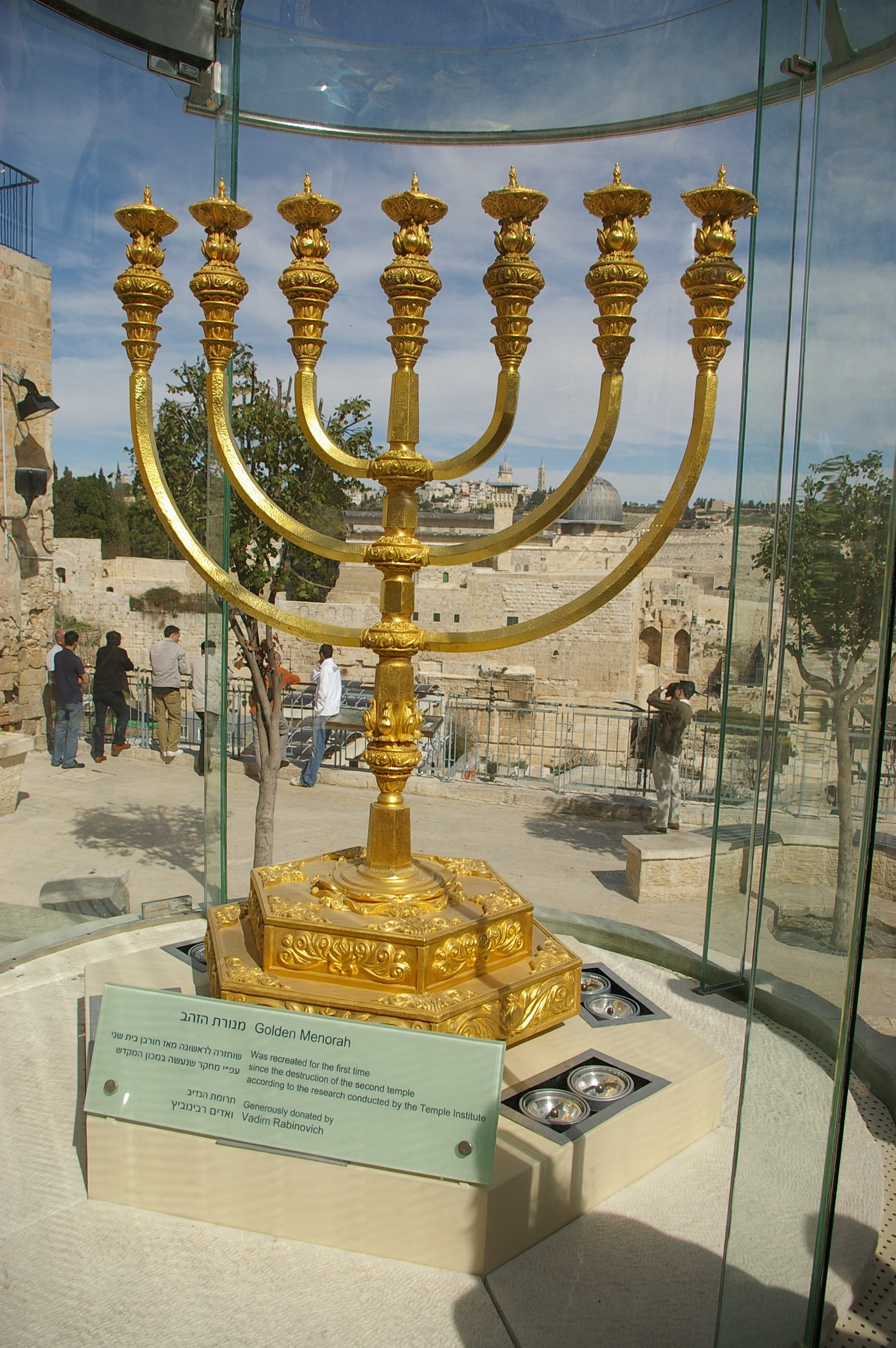
Réplique de la menorah exposée non loin du Mur occidental à Jérusalem

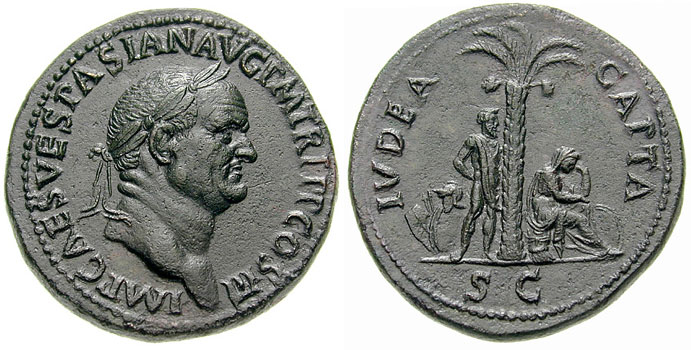
Judaea capta : Sesterce romain célébrant la victoire sur la Judée

L'historien Heinrich Graetz trouve inexplicable la nomination par le Sanhédrin de Joseph ben Mattathias, dont les sympathies pour Rome qu'il avait visitée lors d'une mission pour les Juifs de Judée étaient bien connues. En effet, celui-ci ne tarde pas à trahir la confiance mise en lui et se rend aux Romains et en 67, toute la Galilée leur tombe aux mains malgré la défense de Jean de Gischala. La campagne est marquée par le désastre de Gamla, sur le plateau du Golan. L'assassinat de Néron en 68 et l'instabilité politique dans l'Empire amène un arrêt provisoire des opérations par les Romains, le temps que Vespasien devienne empereur.
À Jérusalem, la guerre civile fait rage entre les différentes factions, les Pharisiens et les membres du Sanhédrin, partisans d'un compromis avec les Romains et les Zélotes eux-mêmes divisés entre Jean de Gischala et Simon bar Giora. Cette division affaiblit considérablement les Juifs. En 69, lorsque Vespasien devient empereur, il laisse son fils Titus terminer la guerre. Après un siège meurtrier, le Temple puis toute la ville de Jérusalem sont pris (été 70) et détruits par les Romains. Selon Flavius Josèphe, les Romains firent 97 000 prisonniers et 1 100 000 personnes périrent durant le siège de Jérusalem mais ce dernier chiffre est suspect. Le Temple est pillé et prisonniers et butin sont exposés aux Romains lors du triomphe de Titus, représenté sur l'arc de Titus à Rome. Il fallut encore trois ans aux Romains pour réduire les dernières poches de résistance des Zélotes, notamment à Hérodion et Massada où, toujours selon Flavius Josèphe, tous les défenseurs, se suicident avec femmes et enfants (73). Quelques Juifs fuirent vers les villes juives d'Égypte ou de Cyrénaïque, d'autres allèrent fonder des communautés en Arabie, à Yathrib.

## La Judée soumise, jusqu'à la révolte de Bar Kochba (70-135)
Pendant les règnes de Vespasien (69-79) et Titus (79-81), le dernier roi juif Hérode Agrippa II, toujours en faveur auprès des empereurs et dont la Galilée faisait partie des possessions et sa sœur, Bérénice, maîtresse de Titus, adoucissent le sort des Juifs restant en Judée, soumis à un nouvel impôt, le fiscus judaicus.

### Yohanan ben Zakkaï et la naissance du judaïsme rabbinique
Le judaïsme avait perdu son centre et beaucoup de ses lois perdaient tout leur sens avec la chute du temple de Jérusalem, qui jusqu'à la fin avait reçu les dons des fidèles d'Alexandrie ou de Rome. On doit à Yohanan ben Zakkaï les fondations du judaïsme rabbinique. Membre du Sanhédrin opposé à la guerre, il s'était, dit-on, échappé de Jérusalem dans un cercueil pour se présenter à Vespasien (Titus ?) qui l'autorise à établir une école à Yavné (entre Jaffa et Ashdod), pour y enseigner la Torah. Il y recrée une sorte de Sanhédrin, qui détermine le calendrier religieux et son enseignement est à la base de la Halakha. Le sacrifice au Temple étant impossible, il centre le judaïsme sur l'enseignement et la pratique de la Torah. Grâce à son œuvre, le judaïsme d'Éretz-Israël où est fixé le calendrier accepté par toutes les communautés, reste central pour la diaspora. Avec ses disciples, il continue l'œuvre des Tannaïm.
Ses successeurs sont Gamaliel II avec Eleazar ben Azariah puis Rabbi Yehoshoua ben Hanania. Avec leurs nombreux disciples et surtout Rabbi Akiva dont l'école était située à Bnei Brak, aujourd'hui un faubourg de Tel Aviv, ils jouent un rôle prépondérant dans l'élaboration de la Mishnah et du Talmud dit de Jérusalem.
C'est à cette époque que certains traits du judaïsme se sont définitivement fixés : les disciples de Yohanan ben Zakkaï qui enseignaient, étaient appelés רבי (rabbi, « mon maître »), rabban étant réservé au plus éminent des maîtres donc à Yohanan ben Zakkaï. Même si son rôle se substitue quelque peu à celui des prêtres du Temple, le rabbin n'est pas un prêtre mais seulement le plus sage de la communauté, celui qui peut enseigner. Quant aux synagogues, elles existaient déjà, particulièrement en diaspora, avant la chute du Temple. Mais celle-ci transforme leur rôle et, de lieux de réunions (signification de synagogue, du grec ancien : συναγωγή, « rassemblement, assemblée » adapté de l'hébreu בית כנסת - Beit Knesset), elles deviennent lieux de prières, la prière remplaçant le sacrifice au Temple.

### La séparation d'avec les judéo-chrétiens
Les premiers disciples de Jésus, les nazaréens ou ébionites, étaient recrutés parmi les Juifs et suivaient les commandements de la Torah. Les difficultés surgirent lorsque, suivant l'enseignement de Saint Paul, de nombreux païens furent accueillis dans le christianisme naissant et qu'il ne fut plus exigé d'eux qu'ils suivent toute la Torah. En particulier, la circoncision ne fut plus obligatoire. D'autres dogmes chrétiens purent choquer les Juifs, comme la proclamation de Jésus, Messie et fils de Dieu, ce qui est inconcevable aux yeux des Juifs.
C'est donc à Yavné que Samuel Ha-Katan (Samuel le petit), un disciple de Yohanan ben Zakkaï, introduisit dans la Amida, la prière trois fois quotidienne des Juifs, rédigée pour la plus grande part à cette époque, une bénédiction demandant à Dieu de détruire les minim, les calomniateurs et dénonciateurs du peuple juif. Parmi les Minim figuraient les premiers chrétiens, même si le terme est plus général, désignant toutes sortes de dissidents à l'orthodoxie pharisienne,.

### Le monde juif en ébullition: les révoltes de 115-117 et la révolte de Bar Kochba (132-135)
L’attitude de l’empereur Domitien (81-96) envers les Juifs et les Chrétiens a suscité de nombreux travaux et débats,,,. Suétone et Dion Cassius témoignent du fait que Domitien exigea avec une rigueur particulière le paiement de la taxe juive instituée par son père Vespasien, entraînant des exactions nombreuses. En lien avec ces attaques les dernières années du règne de Domitien sont aussi marquées par des accusations contre des aristocrates romains vivant à la façon des Juifs et accusés d’impiété et d’atteinte à la maiestas de l’empereur. C’est dans ce cadre que Domitien fit mettre à mort des membres de sa famille, Flavius Clemens et sa femme Flavia Domitilla, exécutions que l’auteur chrétien Eusèbe de Césarée rattache à une persécution anti-chrétienne plus vaste. La question est cependant débattue de savoir si Clemens et Domitilla furent condamnés en tant que chrétiens ou que juifs. De plus, à la mort d'Hérode Agrippa II, vers 92, Domitien réunit son domaine à la province de Syrie. Le dernier souvenir de l'indépendance juive disparaît.
Les exactions de Domitien laissèrent un souvenir tel que son successeur Nerva (96-98) prit soin de faire savoir largement qu’il avait mis fin à ces pratiques. La taxe due au fiscus Iudaicus ne fut plus exigée que des Juifs pratiquants et elle ne fut plus prise comme prétexte à une condamnation relative à la loi sur la maiestas.
Sous Trajan (98-117), la situation est telle que les Juifs se révoltent, en 115, en de multiples régions de l'Empire, en Cyrénaïque puis en Égypte et à Chypre, alors qu'en Mésopotamie, les Juifs contribuent au recul de Trajan puis d'Hadrien face aux Parthes.

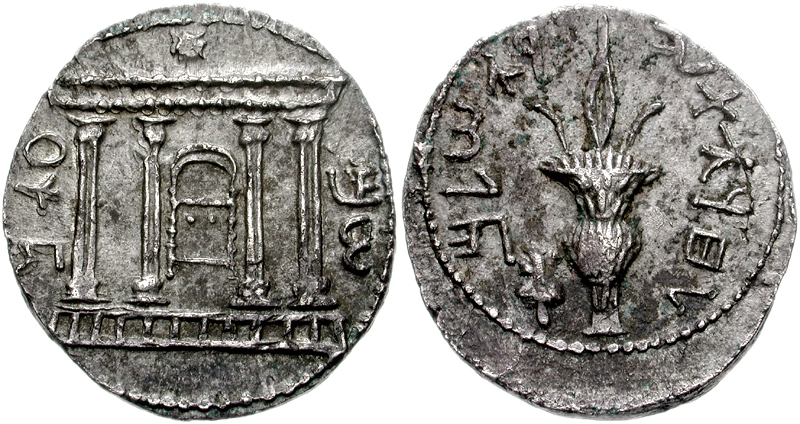
Tétradrachme de Bar-Kochba - on voit la façade du Temple et l'Arche d'alliance sous l'étoile et à droite loulav et etrog

Aussi, la mort de Trajan et l'avènement de son successeur Hadrien (117-138) sont-ils bien accueillis par les Juifs. On dit même que ce dernier va permettre la reconstruction du temple de Jérusalem, mais il apparaît vite qu'il s'agit de toute autre chose : Hadrien fonde une nouvelle ville païenne Ælia Capitolina sur les ruines de Jérusalem, très légèrement au nord de l'antique cité de David, ce qui s'ajoute à l'interdiction de la circoncision qui datait probablement de quelques années auparavant et qui ne visait pas nécessairement uniquement les Juifs.
La révolte éclate en 132. Son chef en est Bar-Kokhba, « fils de l'étoile » ainsi surnommé par Rabbi Akiba mais son vrai nom était Bar Koziba. Les révoltés rencontrent de premiers succès, prennent le contrôle d'une bonne partie de la Judée et battent même monnaie. Hadrien doit faire appel à un de ses grands généraux, Iulius Severus pour venir à bout des insurgés dont le dernier refuge est la forteresse de Betar, près de Jérusalem.
C'est un désastre pour les Juifs de Judée. Selon Dion Cassius, si la guerre a été dure pour les Romains, ce fut bien pire pour les Juifs : « Cinquante de leurs places les plus importantes, neuf cent cinquante-cinq de leurs bourgs les plus renommés, furent ruinés ; cent quatre-vingt mille hommes furent tués dans les incursions et dans les batailles (on ne saurait calculer le nombre de ceux qui périrent par la faim et par le feu, en sorte que la Judée presque entière ne fut plus qu'un désert) ».

## Les Juifs dans la Palestine romaine et byzantine (135-634)

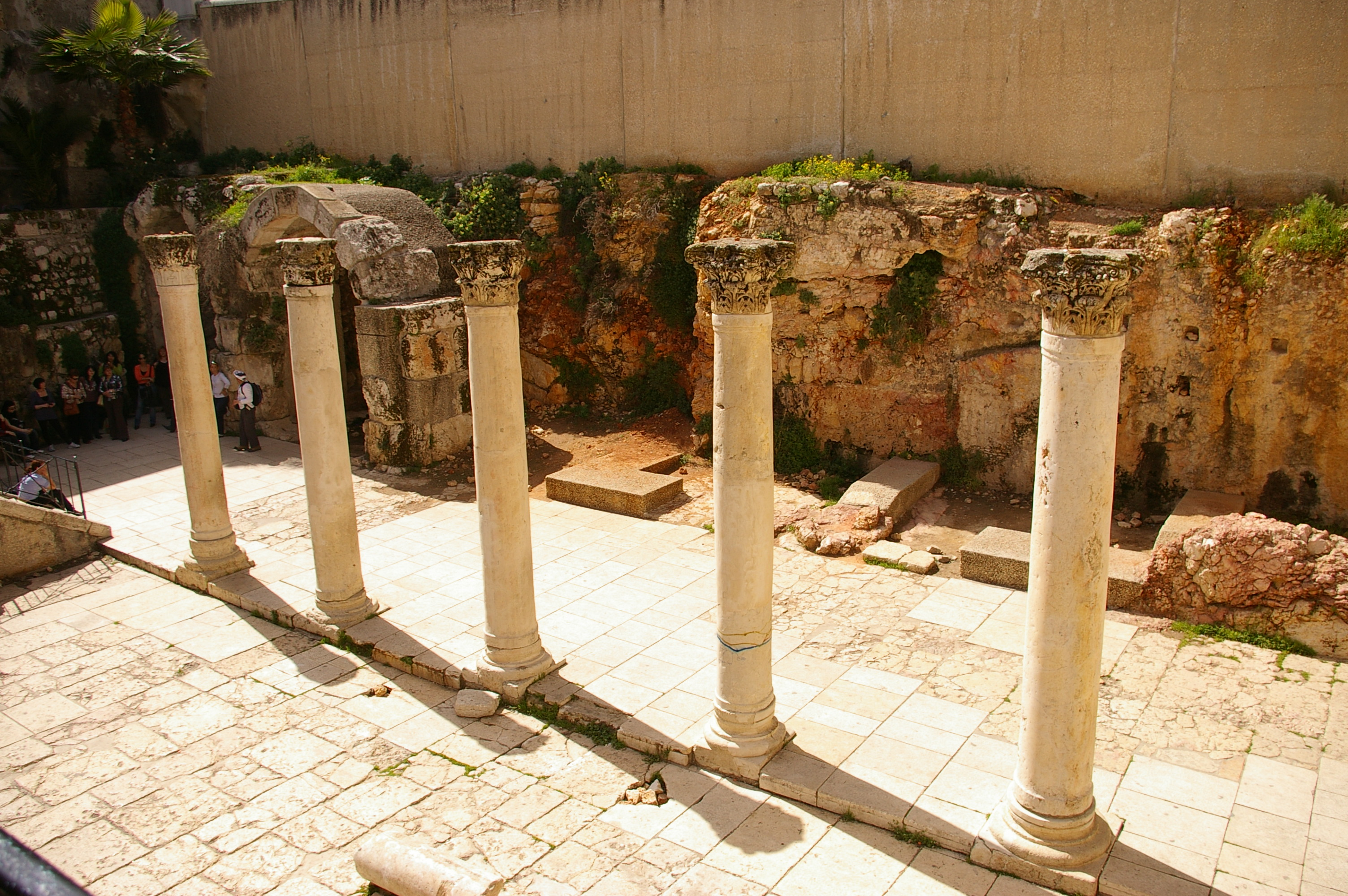
Ruines du cardo d'Ælia Capitolina dans la vieille ville de Jérusalem

La défaite de Bar Kokhba est un désastre, pour les Juifs de la terre d'Israël, non seulement militaire et politique mais aussi démographique et spirituel. La Judée a été ravagée par les combats, Hadrien fait interdire la nouvelle ville d'Ælia Capitolina aux Juifs et élève une statue de Jupiter sur les ruines du Temple, il interdit l'enseignement de la Torah. Les rabbins sont persécutés et Rabbi Akiba est supplicié. Les chrétiens cherchent à se distancier des Juifs et abandonnent de plus en plus la loi juive. Autre conséquence de la guerre, le peuplement juif de la terre d'Israël ne reste important qu'en Galilée.
C'est aussi l'époque où l'usage du terme Palestine se généralise. Hadrien, qui avait fait frapper des pièces de monnaie mentionnant la Judée en 130 utilise dans son rapport de campagne au Sénat, le mot Palestine du nom d'un ancien peuple de la région, les Philistins. La province est désormais appelée Syrie-Palestine.

### Le Sanhédrin, de sa restauration à son abolition (140-426)
Il faut attendre le règne d'Antonin le Pieux (138-161) pour que soit abrogées en 139 ou en 140 les lois anti-juives, à l'exception de l'interdiction de circoncire des prosélytes et d'entrer dans Jérusalem. C'est à Ousha en Galilée occidentale que s'établit le Sanhédrin, autour de Rabbi Shimon ben Gamliel II, de Rabbi Meïr et de Rabbi Shimon bar Yohaï, à qui l'on attribue le Zohar.
Le Sanhédrin est dirigé par son président, le nassi (hébreu : נָשִׂיא), choisi jusqu'à la fin dans la maison de Hillel, qui est lui-même rattaché par certaines traditions à la maison de David. Avec la disparition des rois de Judée, c'est la seule autorité juive subsistant et son influence s'exerce bien au-delà de la terre d'Israël. Il fait fonction de tribunal suprême du judaïsme et sur le territoire de l'ancienne Judée, il perçoit la dîme. L'autorité du Sanhédrin est relayée dans les villes et les villages (les Juifs y sont majoritairement des paysans) par des collèges de sept juges. La communauté perçoit des impôts pour l'entretien des synagogues, l'achat de sefer Torah, les salaires des fonctionnaires. Les écoles apprennent à lire et donnent l'éducation religieuse de base aux enfants, surtout aux garçons. Les ressources du Sanhédrin allant s'amenuisant avec les taxes romaines et l'appauvrissement de la population juive, Juda II, au IIIe siècle, fait, pour la première fois, appel au financement du Sanhédrin par la Diaspora, en particulier par les Juifs de Rome.
Le Sanhédrin aura encore des chefs prestigieux. Juda Hanassi, à la fin du IIe siècle, est à l'origine de la compilation de la Mishnah, sur laquelle se fonde le Talmud. Il transporte le Sanhédrin à Sepphoris, avant que son petit-fils Juda II ne le déplace à Tibériade. C'est aussi à cette époque que sont rédigés de nombreux midrashim. Hillel II, est crédité d'avoir établi en 359 les règles de calcul du calendrier juif. Par ce geste, il abandonne un des derniers symboles de la puissance du Sanhédrin, qui jusqu'à lui déterminait seul le calendrier et donc la date des fêtes mais il permet ainsi au judaïsme de se perpétuer indépendamment de l'avenir de cette institution.
Cependant, avec l'avènement du christianisme, l'opposition avec les autorités ecclésiastiques se fait de plus en plus forte et quand Gamaliel VI meurt en 426, il n'est pas remplacé et un décret de Théodose II demande que les impôts qu'il percevait soient désormais versés au trésor impérial,.
En fait, c'est dès le IIIe siècle que le centre spirituel du judaïsme se déplace hors l'Empire romain, vers la Mésopotamie, où les Juifs sont beaucoup moins en butte à l'hostilité du pouvoir. La rédaction du Talmud de Jérusalem est interrompue vers le début du Ve siècle. En terre d'Israël subsistent néanmoins des écoles, moins prestigieuses que les académies talmudiques de Mésopotamie, à Sepphoris, Tibériade, Lydda et même Césarée, siège du procurateur romain.

### Les Juifs dans la Palestine byzantine (324-634)
Lorsque Constantin s'empare des provinces orientales de l'Empire romain, les Juifs sont encore majoritaires en Palestine. Mais, dès le siècle suivant, ce sont les chrétiens qui y sont majoritaires. Constantin redonne son nom à Jérusalem sans toutefois autoriser les Juifs à y revenir et fait construire l'église du Saint-Sépulcre, faisant ainsi de Jérusalem la ville sainte du christianisme. De plus, Hélène, la mère de Constantin, fait du mont du Temple, la décharge de Jérusalem. L'Église cherche à limiter les influences juives sur la religion chrétienne en évitant tout contact entre Juifs et chrétiens : la date clé est celle du premier concile de Nicée en 325 qui établit une date de Pâques différente de celle de la Pâque juive, même si elle en reste proche. Le Sanhédrin ne proclame donc plus la date des fêtes chrétiennes et comme le gouvernement impérial empêche les messagers juifs de diffuser le calendrier arrêté par le Sanhédrin, Hillel II en établit les règles définitives.
Au IVe siècle, Jérôme de Stridon témoigne de l'habitude déjà prise par les Juifs de venir prier le long des ruines du Temple, seul endroit de Jérusalem où ils ont accès, contre paiement.
Les premières lois démontrant la primauté du christianisme sur le judaïsme sont édictées dès 329 quand il devient interdit aux Juifs de dénoncer les conversions du judaïsme au christianisme alors que les conversions au judaïsme sont interdites. Dix ans plus tard, il est interdit aux Juifs d'acquérir des esclaves non-juifs et leur circoncision est punie de mort. Les restrictions et les taxes qui s'abattent alors sur les Juifs amènent ceux-ci à la révolte, matée en 352 par Gallus qui rase Sepphoris et détruit partiellement Tibériade et Lydda.
Le règne de Julien (361-363) apporte un court répit car il abroge les lois anti-païennes et anti-juives et promet la reconstruction du temple de Jérusalem. Mais, au Ve siècle, c'est la construction de nouvelles synagogues qui est interdite par le code théodosien, même si les fouilles ont démenti la bonne application de cette loi.
En effet, les ruines de synagogues byzantines sont nombreuses en terre d'Israël. On y remarque dans beaucoup d'entre elles une influence hellénisante importante. La plus célèbre de ces synagogues est celle de Capharnaüm, même si elle est bien postérieure à celle où Jésus aurait prêché. Certaines sont ornées de mosaïques comme à Beth Alpha et à Ein Gedi où est représenté le zodiaque, ou à Hammath-Tibériade où l'on voit le dieu du Soleil Hélios. La mosaïque de Hammath Gader, visible à la Cour suprême d'Israël, est plus orthodoxe puisqu'elle représente deux lions rappelant le lion de Juda. D'autres synagogues existent à Jéricho ou à Gaza.

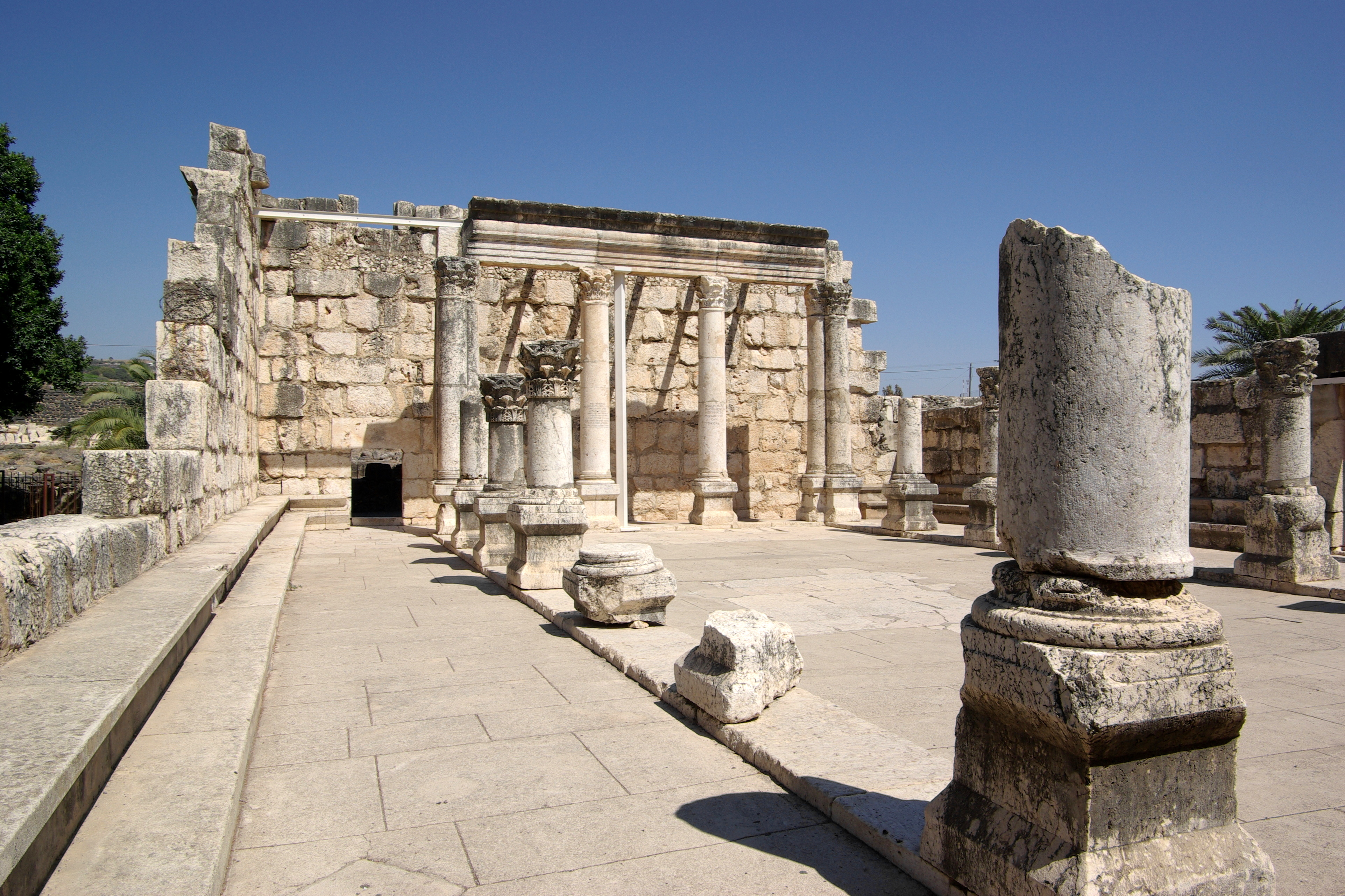
Synagogue de Capharnaüm (IVe siècle)
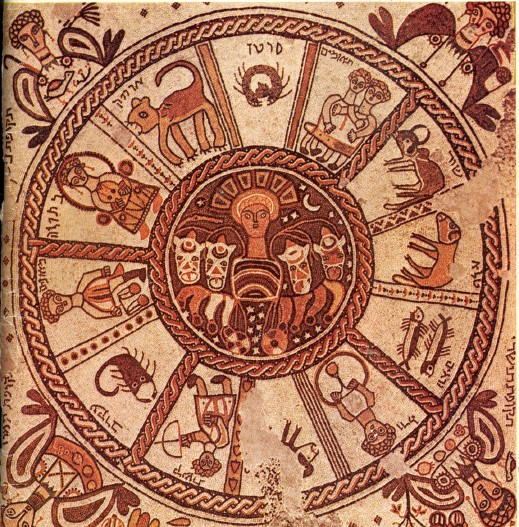
Représentation du zodiaque dans la synagogue de Beth Alpha (Ve – VIe siècle)
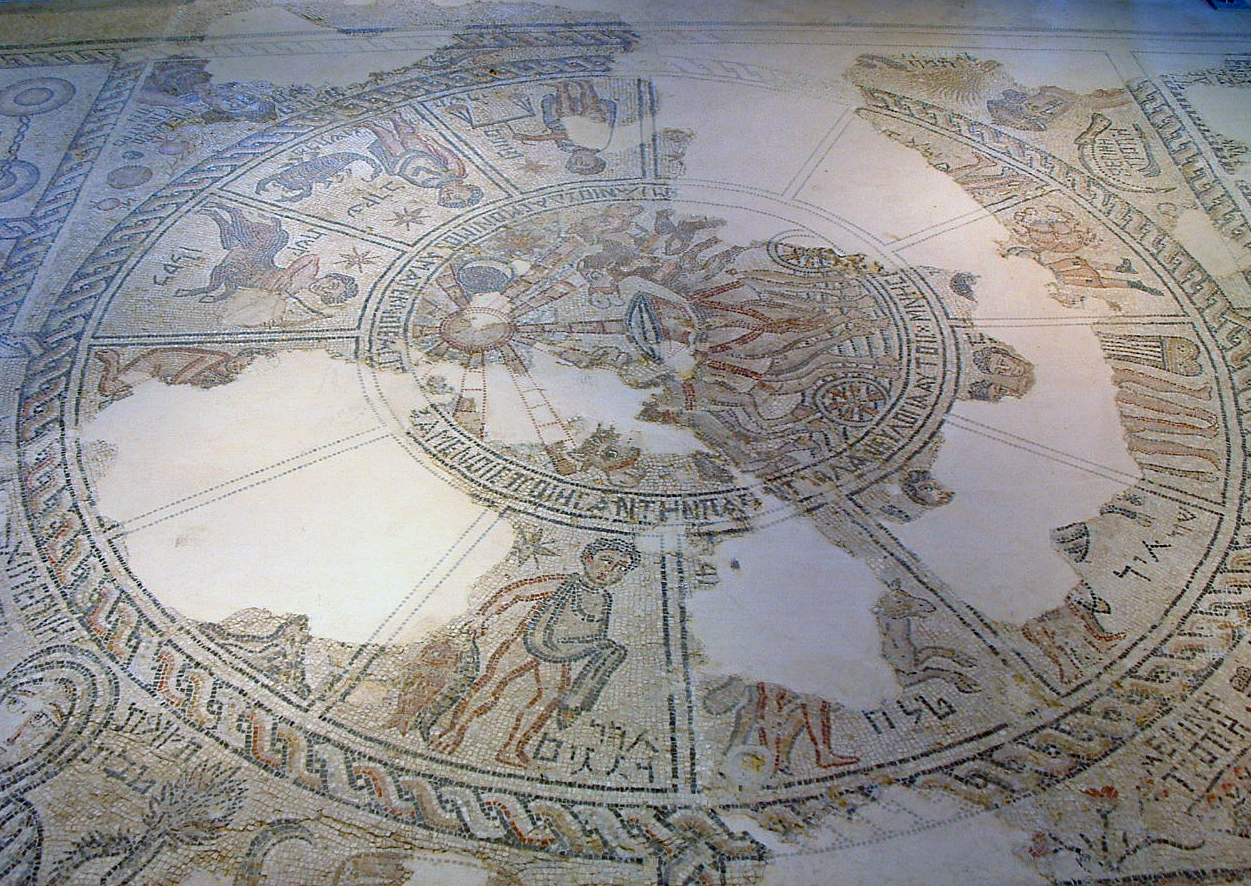
Représentation du zodiaque dans la synagogue de Sepphoris (Ve siècle)
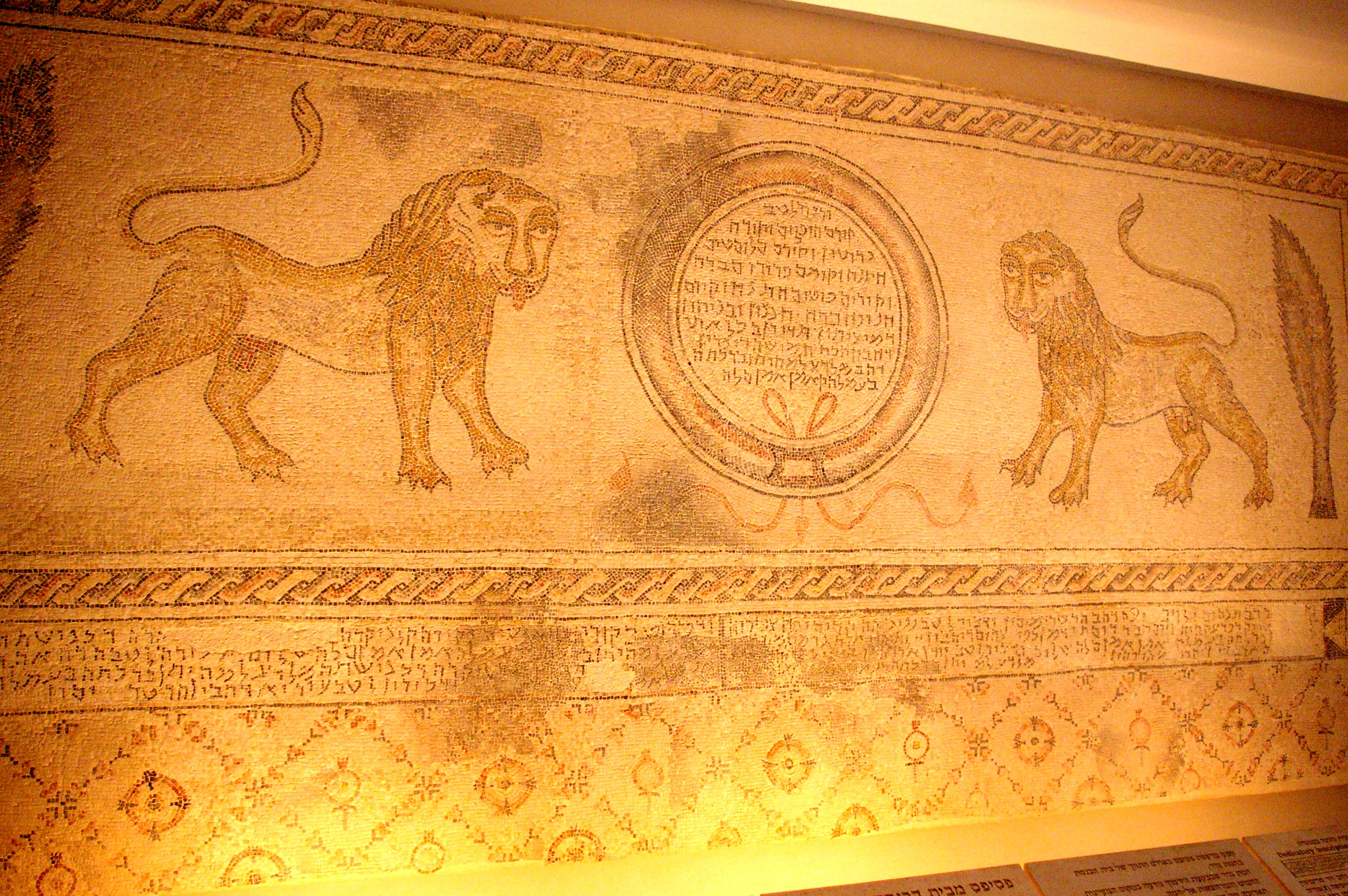
Lions et cyprès de la synagogue de Hammath Gader (Ve – VIe siècle)

Au VIe siècle, selon Heinrich Graetz, la seule ville où les Juifs soient encore majoritaires est Nazareth. La situation des Juifs s'aggrave au fur et à mesure que progresse le christianisme en Palestine. En 532, l'empereur Justinien interdit aux Juifs de témoigner contre des chrétiens ou de célébrer la Pâque avant les Pâques chrétiennes. Il impose l'usage d'une traduction grecque (ou latine en Italie) pour la lecture de la Torah et interdit de dire le Chema Israël, la profession de foi juive, prononcée matin et soir par les Juifs.
Les poètes Yannaï et Eleazar Hakalir composent les premiers piyyoutim.
Le VIIe siècle amène de nombreux bouleversements : en 614, Khosro II, empereur perse, prend Jérusalem avec le soutien de rebelles juifs dirigés par Benjamin de Tibériade (en) et Néhémie ben Hushiel (en), et il rétablit un pouvoir juif sur cette ville, ce qui vaudra aux Juifs de l'empire byzantin de nouvelles persécutions. Après la révolte juive contre Héraclius, cet empereur byzantin rétablit sa situation et peut entrer triomphalement dans Jérusalem le 29 mars 629. Le triomphe est de courte durée car, dès 634, commence la conquête arabe.

## Les Juifs dans la Palestine arabe (634-1517)

### De la conquête par les Arabes à celle par les Croisés (634-1099)

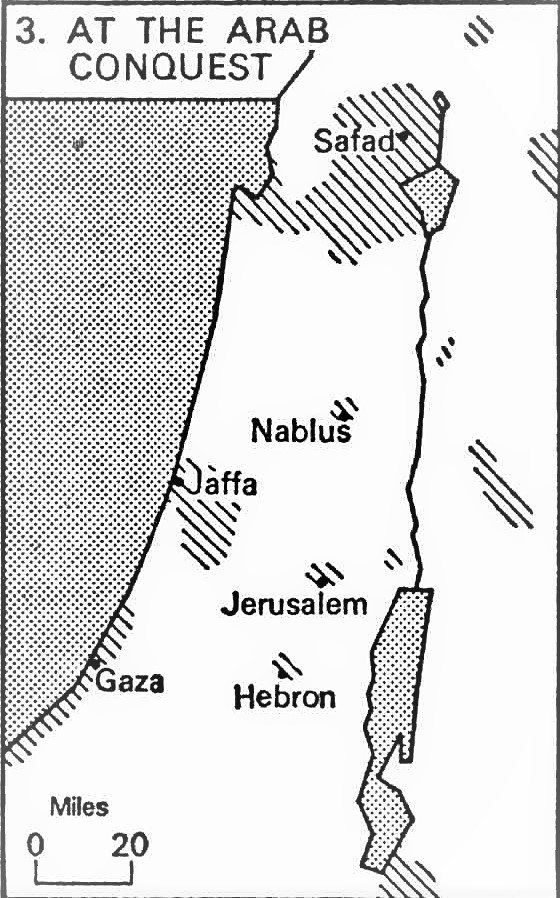
Illustration des régions habitées par les Juifs depuis la conquête par les Arabes et jusqu'à la fin du Moyen Âge

La conquête par les Arabes d'Omar paraît avoir bien été accueillie par les Juifs. Ils leur auraient facilité la conquête d'Hébron et de Césarée. Après la prise de Jérusalem entre 635 et 638, Omar autorise soixante-dix familles juives de Tibériade à s'y installer dans le quartier dit des « Détritus », car il avait assigné aux Juifs la responsabilité de la propreté du mont du Temple. Le statut de dhimmi que leur octroie le pacte d'Omar (VIIe siècle ou VIIIe siècle) est un progrès par rapport au code de Justinien. Toutefois, dans une société fondée sur la paysannerie, l'impôt foncier éloigne de nombreux Juifs du travail de la terre.
L'urbanisation qui s'ensuit ne se limite pas à Jérusalem où une synagogue est construite, des communautés importantes existent à Tibériade et à Ramleh, de nombreux Juifs étant venus de Babylonie. À la tête de la communauté d'Eretz-Israel se trouve la Yeshiva de la terre d'Israël, située selon les époques à Jérusalem, Tibériade ou Ramleh. Elle adopte quelque peu le modèle des académies talmudiques de Babylonie, sans en avoir le prestige. Les directeurs académiques qui portent, comme leurs collègues babyloniens, le titre de Gaon sont reconnus comme dirigeants spirituels par les Juifs des possessions fatimides, comme l'Égypte et la Syrie, ainsi que par les Juifs d'Italie du Sud et de Sicile.
Tibériade conserve une communauté importante, qui compte en son sein deux des plus grandes familles de Massorètes, les Ben Asher et les Ben Naphtali. C'est donc probablement à Tibériade qu'a été fixé le texte massorétique de la Bible au IXe siècle.
Au IXe siècle, le judaïsme de la terre d'Israël est profondément marqué par le karaïsme, un mouvement juif né en Babylonie, qui a fait sécession avec le judaïsme rabbinique dont il ne reconnaît pas le caractère sacré du Talmud. Si le témoignage selon lequel le fondateur de ce mouvement, Anan ben David, aurait émigré à Jérusalem, ne semble pas digne de foi, il est certain qu'un mouvement messianique, mené par Daniel al-Qumissi, entraîne un fort afflux de Karaïtes en terre d'Israël, et particulièrement à Jérusalem. La synagogue karaïte est la plus vieille synagogue existante aujourd'hui dans la vieille ville de Jérusalem.
Au Xe siècle, le géographe arabe al-Muqaddasi, originaire de Jérusalem, décrit une ville où les éléments juifs et chrétiens dominent, les premiers parmi les fabricants de monnaie, teinturiers, banquiers et tanneurs, les seconds parmi les physiciens et les scribes. La ville est belle, mais la vie y est dure, en particulier pour un musulman.

### Les Juifs dans le royaume croisé (1099-1291)
Le 15 juillet 1099, les Juifs de Jérusalem combattent les envahisseurs puis se réfugient dans leur synagogue et y sont brûlés vifs lors de la prise de cette ville par les troupes chrétiennes de Godefroy de Bouillon. Les chrétiens rétablissent l'interdiction aux Juifs d'habiter Jérusalem. Un nouveau massacre de Juifs se produit lors de la prise de Haïfa en 1104.
Mais probablement, à cause de la présence chrétienne en Palestine qui rend le voyage possible, les Juifs d'Europe manifestent de nouveau leur intérêt pour la terre d'Israël. Juda Halevi, médecin, poète, philosophe et rabbin espagnol, auteur des Odes à Sion ou Sionides est le premier à vouloir aller vivre sur la terre d'Israël mais il meurt en route pour Jérusalem. Benjamin de Tudèle, dans les années 1160, nous a laissé un témoignage unique sur la vie juive tout le long de ses immenses voyages et notamment en Palestine. Il consacre plusieurs pages aux Samaritains, vivant autour du mont Guerizim. Il nous apprend qu'il y a malgré tout, quelque 200 Juifs à Jérusalem, à la fin de la présence croisée dans cette ville, qui ont l'habitude de prier au Mur occidental et qui y exercent la profession de teinturiers, de même que douze d'entre eux à Bethléem. Il décrit aussi le tombeau des Patriarches à Hébron, dont il dit qu'il s'y situait une synagogue du temps des musulmans, avant qu'il ne soit transformé en église Saint Abraham. En 1165, la famille du jeune Moïse Maïmonide, qui deviendra l'un des plus grands sages du judaïsme, fait aussi étape à Jérusalem dans sa fuite des Almohades.
La prise de Jérusalem par Saladin en 1187 permet le retour des Juifs qui en sont à nouveau chassés lors de l'occupation franque de 1229 à 1244. Toutefois, les persécutions en Europe incitent certains Juifs à aller s'établir en terre d'Israël. C'est le cas de nombreux érudits français ou espagnols, parmi lesquels des tossafistes, dont Yehiel de Paris, Samson de Sens (en), et Nahmanide sont parmi les plus illustres. Ce dernier découvre une Jérusalem en ruine (elle a été ravagée par les Mongols en 1260), et n'y trouve que deux Juifs, teinturiers de leur état. Avec quelques autres des villages avoisinants, ils forment le minyan, le Chabbat. Il y crée en 1267, la synagogue Ramban qui existe toujours. Il s'installe ensuite à Acre tenue par les Croisés jusqu'en 1291 et où prospère au XIIIe siècle une communauté juive, anéantie, comme toute la population, lors de la prise de la ville par les Mamelouks.

### La domination des Mamelouks (1250-1517)
À partir du milieu du XIIIe siècle, les Mamelouks, dont la capitale est au Caire, en Égypte, dominent la Palestine. Les communautés juives se regroupent dans quelques villes, Jérusalem, Hébron et Gaza et autour de Safed en Galilée. Les Juifs de la terre d'Israël ont à leur tête un Naghid ou gouverneur qui ne peut arrêter les émeutes anti-juives et les mesures discriminatoires. Cela n'empêche pas quelques Juifs d'y émigrer à la suite de l'expulsion des Juifs de France en 1306 ou aux massacres liés à la peste noire. Une yechiva ashkénaze est fondée au XIVe siècle à Jérusalem. À partir de la fin du XIVe siècle et de l'aggravation de la situation des Juifs en Espagne, une immigration séfarade se développe en Palestine, qui va marquer profondément le judaïsme palestinien, alors même qu'à Jérusalem, les taxes et la famine conduisent une centaine de familles juives à quitter la ville vers le milieu du XVe siècle et que s'établit une certaine défiance entre Ashkénazim et Séphardim.
En 1481, un voyageur de Florence, Meshullam ben Menahem Volterra, trouve 60 familles juives cultivant la vigne et des céréales dans des fermes autour de Gaza.
À la fin du XVe siècle, un Juif italien, Obadiah ben Abraham de Bertinoro prend en main les destinées de la communauté juive de Jérusalem et y fonde ou refonde ses institutions administratives et charitables.
À la même époque, Joseph Saragossi, un rabbin fuyant l'Espagne, rejoint la communauté de Safed, qui compte alors 300 familles et y développe l'étude de la Kabbale.

## Les Juifs dans la Palestine ottomane (1517-1917)
En 1517, Selim Ier, sultan ottoman prend le contrôle de la Palestine. Or, son prédécesseur, Bayezid II avait ouvert les portes de son empire aux Juifs expulsés d'Espagne en 1492. C'est par dizaines de milliers que les Juifs se réfugient dans l'Empire ottoman et vont contribuer à sa prospérité au XVIe siècle et à partir de 1517, en particulier en Palestine.
On estime à 10 000 personnes la population juive de Palestine au début de la domination ottomane, Jérusalem, Safed et Tibériade en étant les principaux centres.

### Le rayonnement de Safed (XVIesiècle)

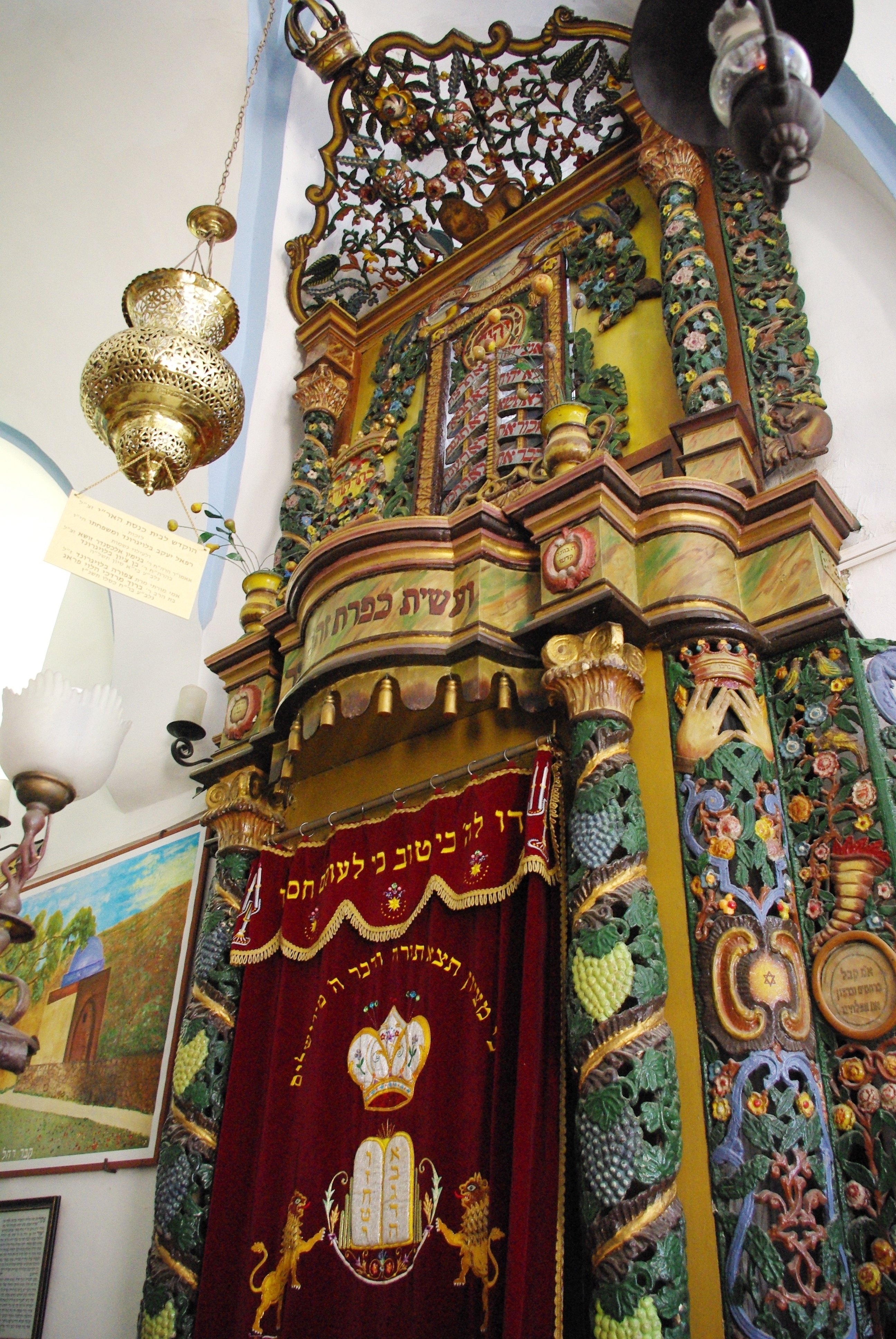
Aron de la synagogue Ari Ashkenazi de Safed (XVIe siècle)

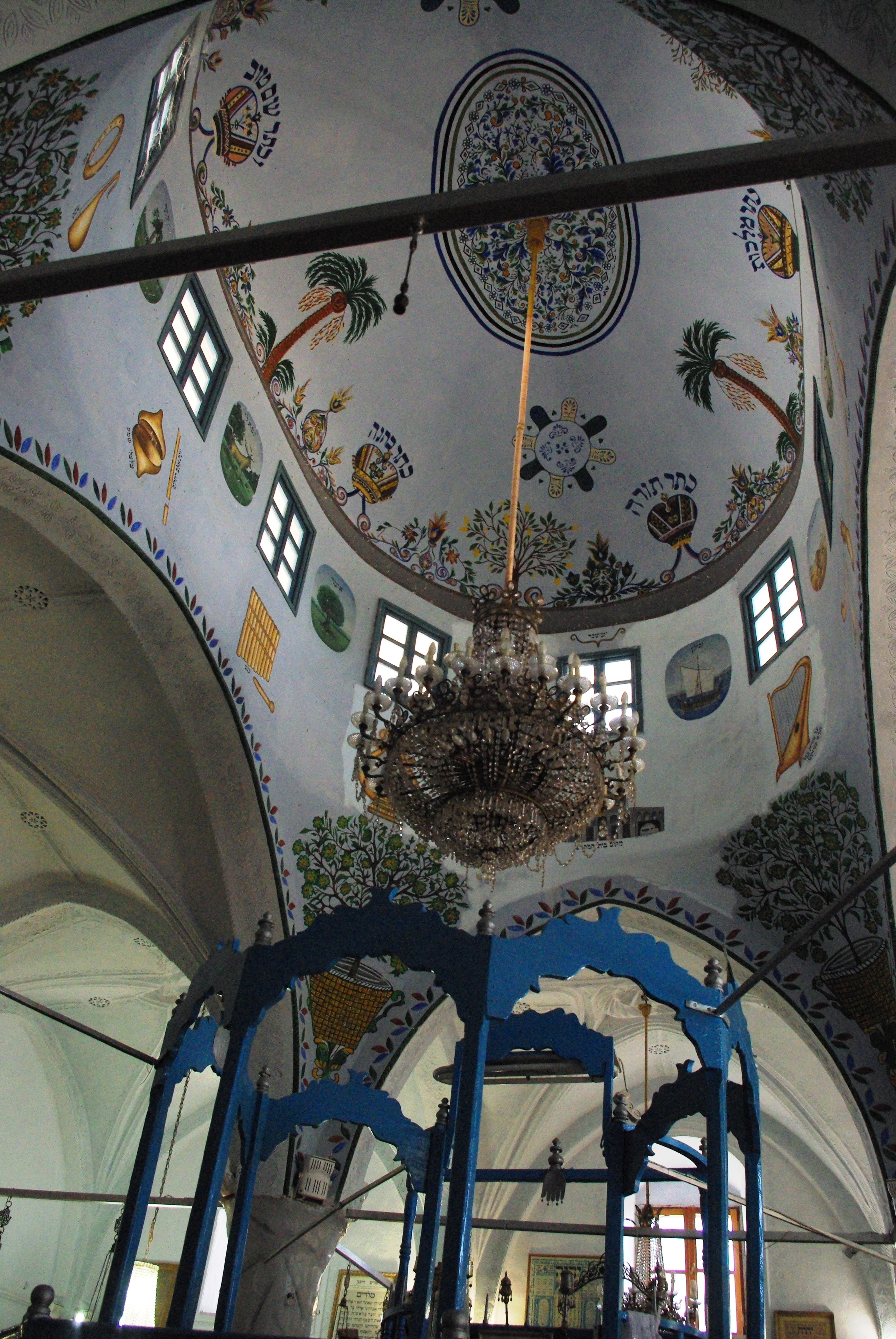
Bimah et coupole de la synagogue Abouhav de Safed (XVIe siècle)

Les rabbins établis à Safed en Galilée marquent considérablement le judaïsme : l'un d'eux, le rabbin Yossef Karo, rédige une compilation de toutes les lois énoncées par le Talmud, appelée Choulhan Aroukh (hébreu : שולחן ערוך La Table dressée) qui règle la vie des Juifs pratiquants jusqu'à nos jours. Son collègue Salomon Alkabetz écrit le Lekha Dodi, un poème encore chanté au début du chabbat dans toutes les synagogues séfarades et ashkénazes par lequel la communauté souhaite la bienvenue au chabbat.
Cependant, c'est le développement de l'étude de la Kabbale qui fait le grand renom de Safed. La Kabbale est un mysticisme reposant « à la fois sur l'ésotérisme et la théosophie ». Les plus éminents des maîtres de la Kabbale sont Moïse Cordovero, un rabbin espagnol établi à Safed, Isaac Louria, son élève, dont le disciple Hayyim Vital compile l'œuvre dans le Sefer Etz Hayim (Le livre de l'arbre de vie).
C'est à Safed qu'est installée la première presse d'imprimerie hébraïque, par Abraham Askhenazi.
Toujours en Galilée, Tibériade bénéficie aussi de l'influence auprès du sultan de Joseph Nassi, seigneur de Tibériade, qui fait reconstruire les murailles de Tibériade et y promeut l'industrie du ver à soie afin de faire revenir les Juifs sur la terre d'Israël, sans succès notable.
Un peu plus tôt, vers 1540, avait été établie par le rabbin Malkiel Ashkenazi, à Hébron, la synagogue Abraham Avinou.

### DuXVIIeauXIXesiècle

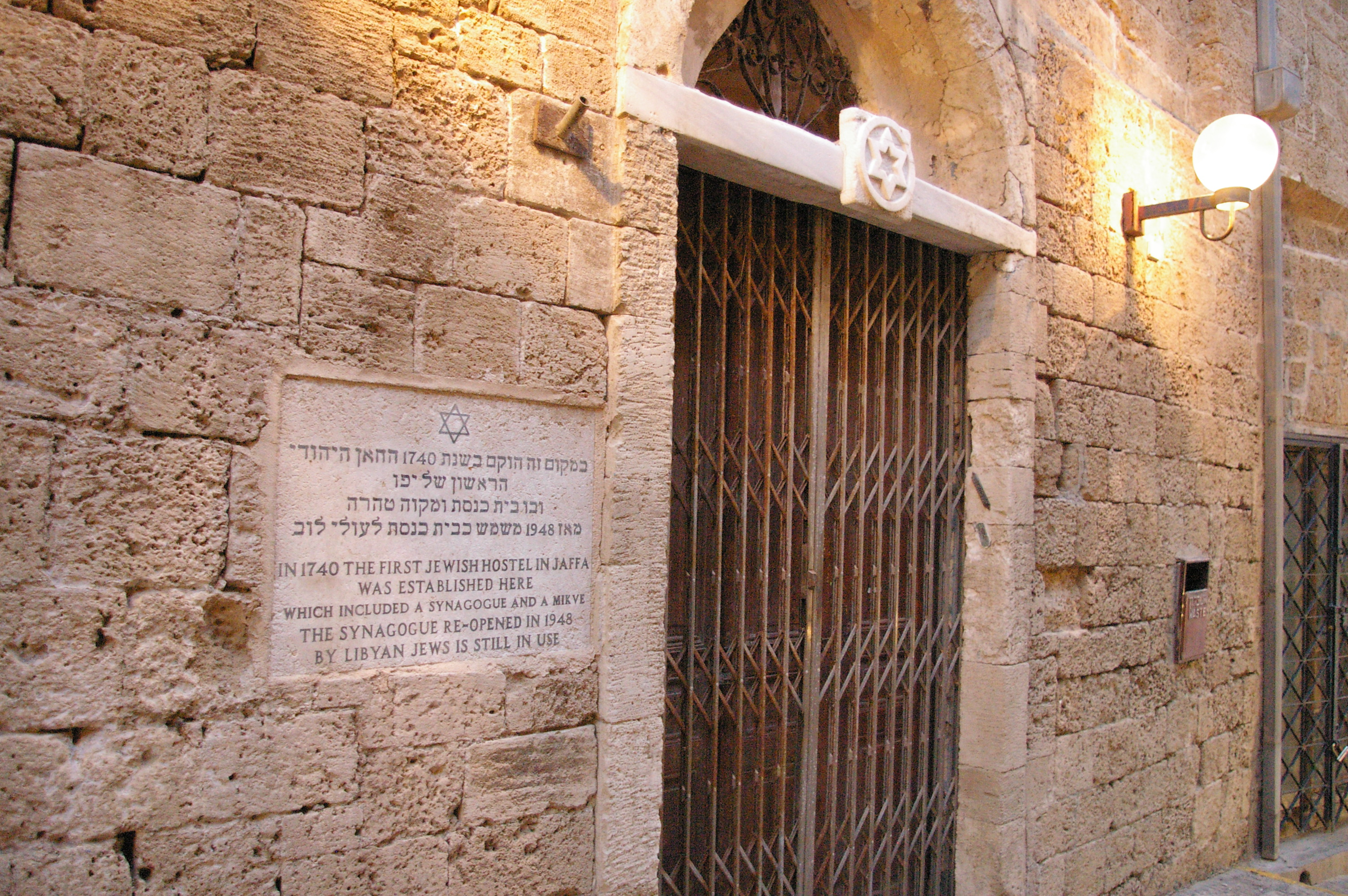
Hostellerie juive et synagogue de Jaffa (1740), à l'intention des pèlerins en route pour Jérusalem

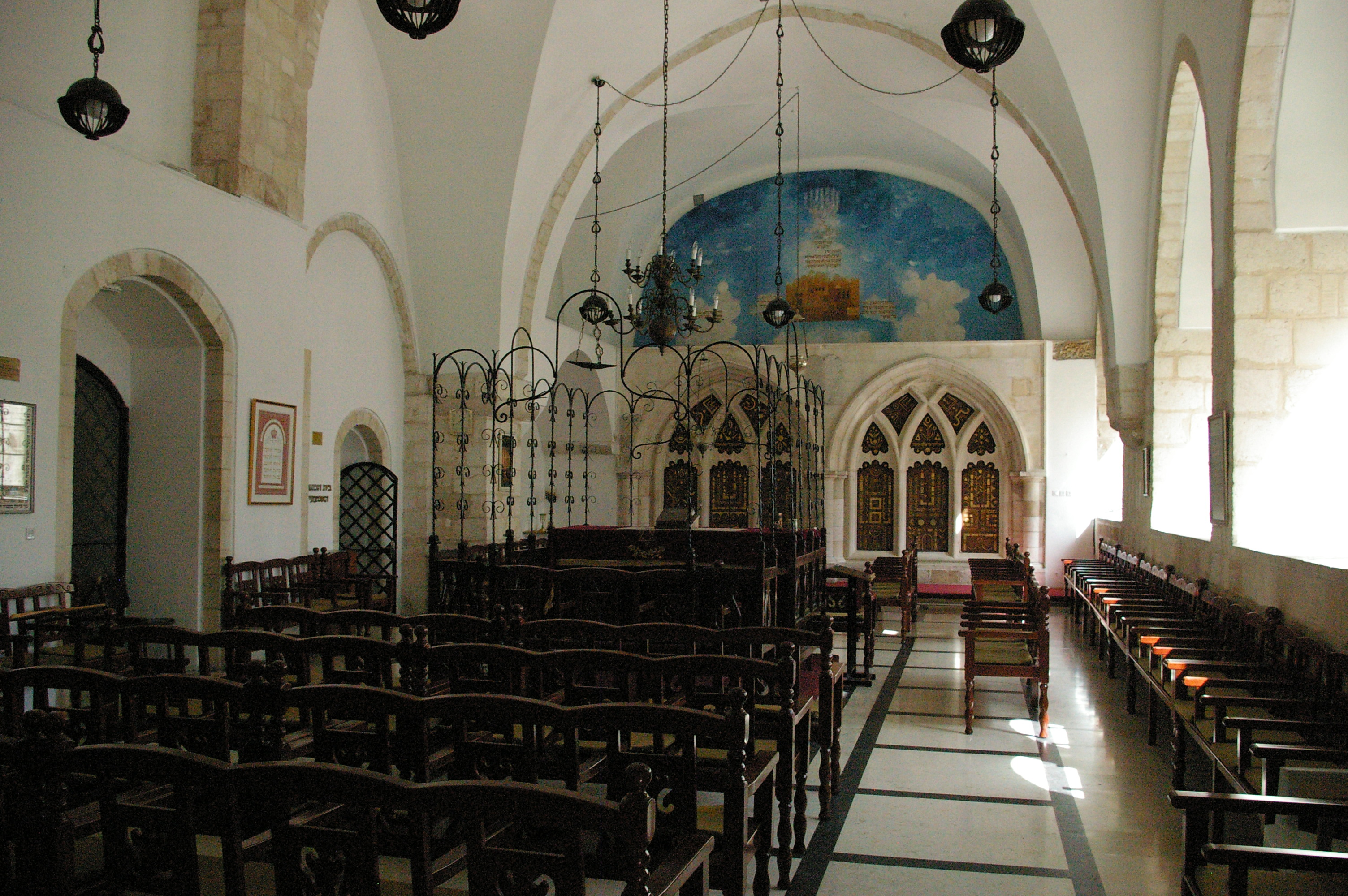
Synagogue Yohanan ben Zakkaï (XVIIe siècle), une des quatre synagogues séfarades de Jérusalem

Le déclin et le repli sur lui-même de l'Empire ottoman à partir du XVIIe siècle et un renouveau de l'hostilité anti-juive peuvent expliquer le déclin de la communauté juive palestinienne de cette époque. Toutefois, cela n'empêche pas un lent mouvement d'établissement ou de pèlerinage en Eretz Israel.
Depuis le XVIIe siècle (et jusqu'à aujourd'hui pour les séfarades), la communauté juive d'Eretz-Israel possède à sa tête un grand-rabbin séfarade, appelé Rishon LeTzion (ראשון לציון-le premier à Sion), lui-même sous l'autorité du Hakham Bachi (« Sage en chef ») de Constantinople.
En 1660, les Juifs de Safed sont massacrés. Ce qui restait de la communauté est anéanti par la peste de 1742 et le tremblement de terre de 1769.
C'est à Gaza qu'en 1663, Sabbataï Tsevi qui se prétend le messie, trouve son plus fervent partisan, Nathan de Gaza, un Juif de Jérusalem, qui prétend être une réincarnation du prophète Élie. Nathan de Gaza parcourt le Moyen-Orient et le monde méditerranéen pour essayer vainement de convaincre les communautés juives de la justesse de cette cause.

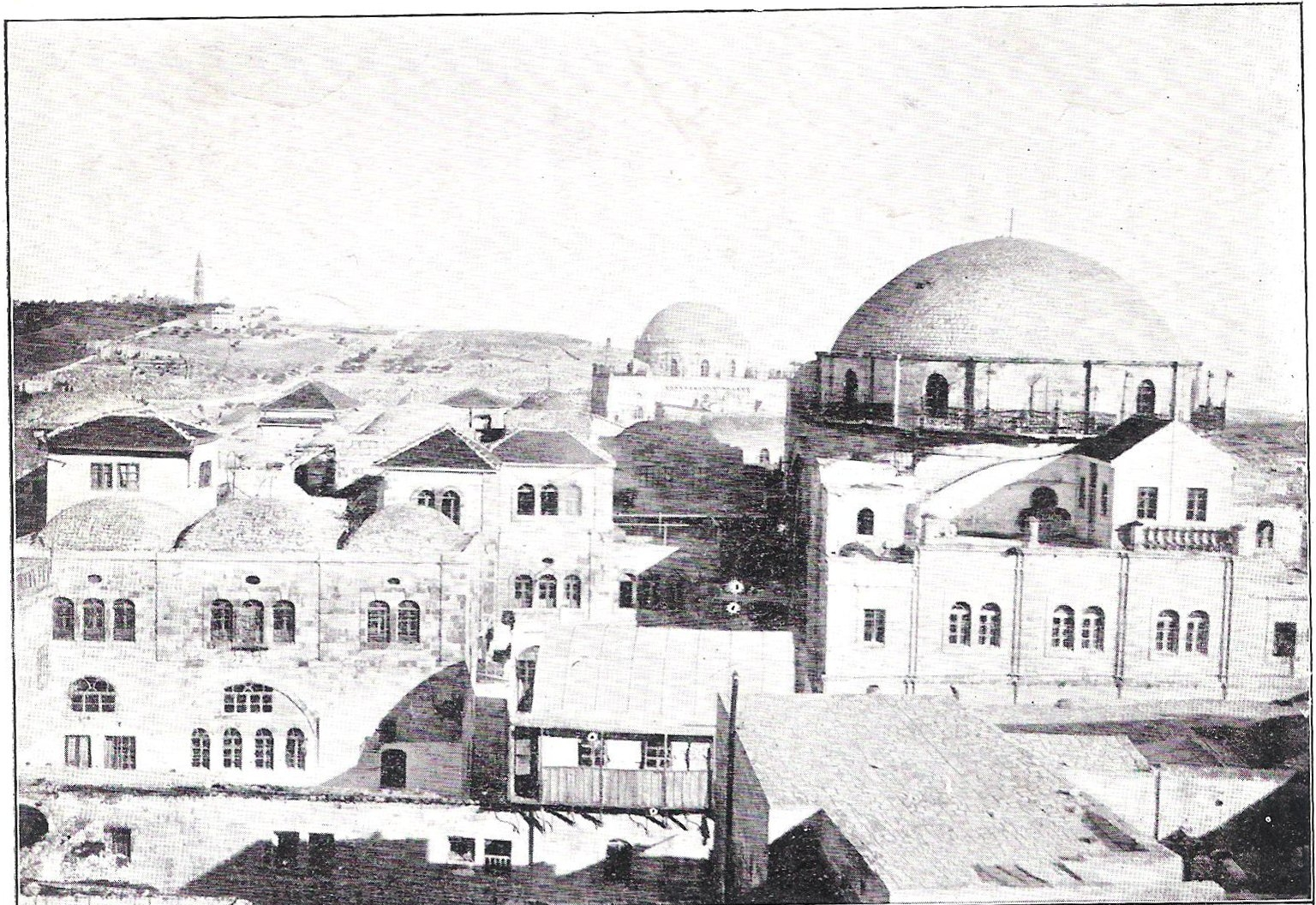
La synagogue Hourba (avant 1899) dans la vieille ville de Jérusalem

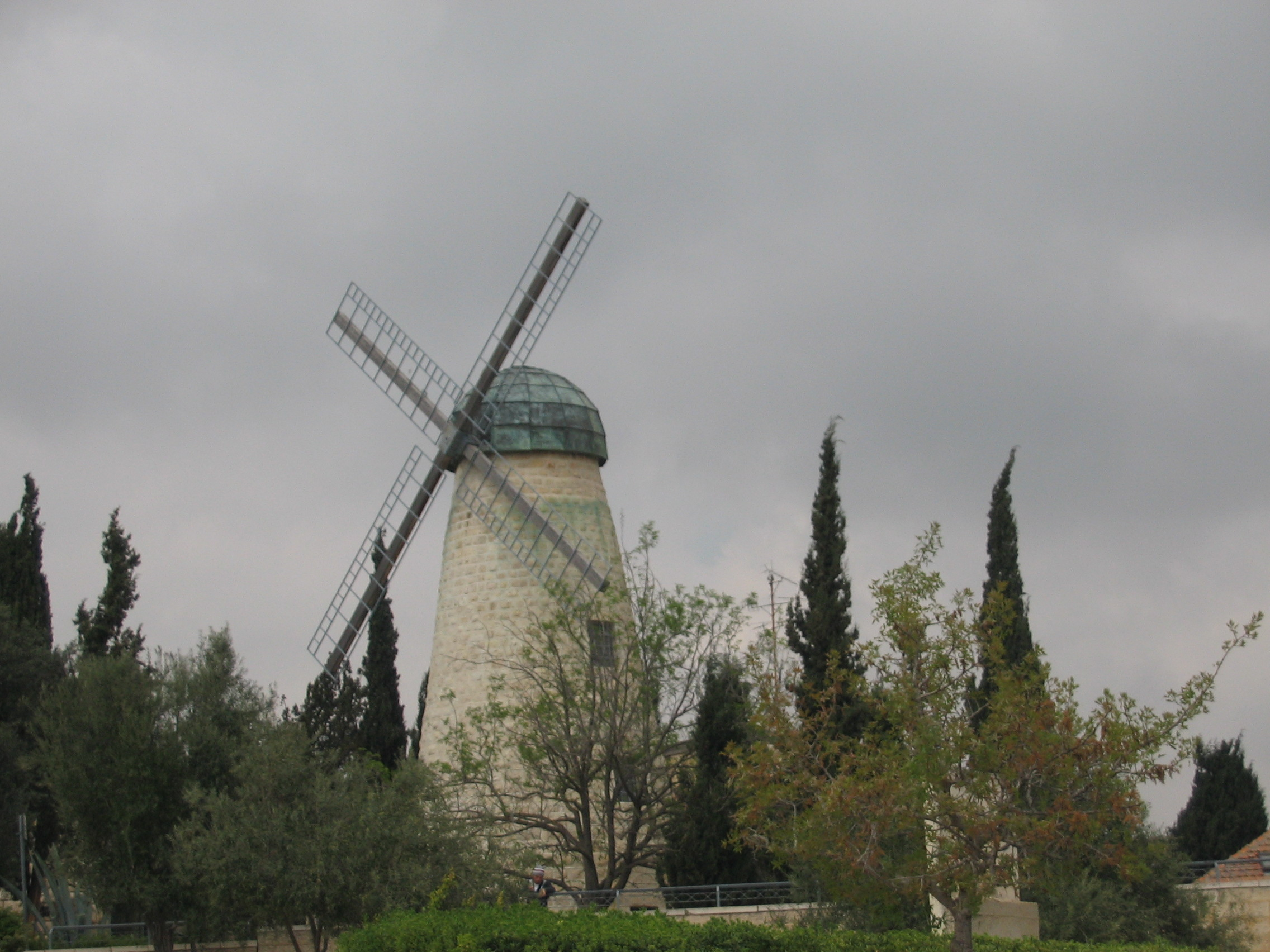
Le moulin de Montefiore (1863) près de Mishkenot Sha'ananim

À Jérusalem, différentes communautés séfarades établissent quatre synagogues mitoyennes les unes des autres à partir du XVIe siècle : la synagogue Eliyahou Hanavi qui servait plutôt de lieu d'étude, la synagogue Yohanan ben Zakkaï au XVIIe siècle, la synagogue Istanbuli au XVIIIe siècle et la synagogue Emtsai au milieu de ces trois synagogues. La plus ancienne synagogue ashkenaze de Jérusalem est la synagogue Hourba. Le début de sa construction remonte à 1700 mais elle est interrompue par manque d'argent.
À Jaffa, une hostellerie juive est fondée en 1740.
Au début du XVIIIe siècle, la population juive de Jérusalem ne serait plus que de 1 000 habitants mais une immigration continue la renforce quelque peu : un millier de Juifs de Pologne menés par un disciple de Sabbataï Tsevi, Juda Hahassid, au tout début du XVIIIe siècle puis des Italiens puis des Marocains en 1741. Vers 1760, Jérusalem est une petite ville de 15 000 habitants au plus dont deux à trois mille Juifs. Puis, dans le dernier quart du siècle, viennent des Juifs ashkénazes, disciples du Baal Shem Tov et du Gaon de Vilna. Une partie notable de cette population étudie la Torah dans les yechivot, à l'époque séfarades, et vit donc de subsides venus de la diaspora.
En 1776, la communauté juive de Safed est refondée par des Juifs russes, suivis par des Ukrainiens, disciples du Gaon de Vilna.
Dans la première partie du XIXe siècle, l'immigration ashkénaze des Peroushim (ainsi dénommés parce qu'à l'image des anciens Pharisiens, il se détournent des choses profanes) continue à se développer, et aboutit à la création d'une yechiva ashkénaze, puis d'une première synagogue ashkénaze (Menachem Zion) en 1837.
Les années 1830 sont marquées par une nouvelle série de catastrophes qui affectent la communauté de Safed : en juin - juillet 1834, un pogrom mené par les Arabes à Safed fait plusieurs centaines de morts,. Puis en 1837, c'est un tremblement de terre qui ravage la ville et particulièrement le quartier juif. Un nouveau pogrom mené cette fois par les Druzes frappe Safed.
En 1856, sur les 18 000 habitants de Jérusalem, 5 137 sont juifs, dont 3 500 séfarades et le reste ashkénazes, majoritairement des Peroushim.
L'intervention de philanthropes juifs tels les Rothschild en Europe ou Yechezkel Reuben de Bagdad, ainsi que le soutien du roi Frédéric-Guillaume IV de Prusse permet la reprise de la construction et l'achèvement en 1864 de la synagogue Hourba.
La communauté juive de Jérusalem continue à bénéficier de l'intérêt de riches philanthropes de la Diaspora qui vont permettre son développement non seulement en la finançant mais aussi en défendant ses droits vis-à-vis des autorités turques : parmi eux-ci, Moïse Montefiore se distingue en finançant en 1860 le développement du premier quartier juif hors les murs, Mishkenot Sha'ananim, près duquel s'étendra à partir de 1892 le quartier de Yemin Moshe.
En 1873, est fondé toujours à Jérusalem, par des Juifs orthodoxes, le nouveau quartier de Méa Shéarim.

### L'immigration en terre d'Israël avant Herzl (1860-1896)

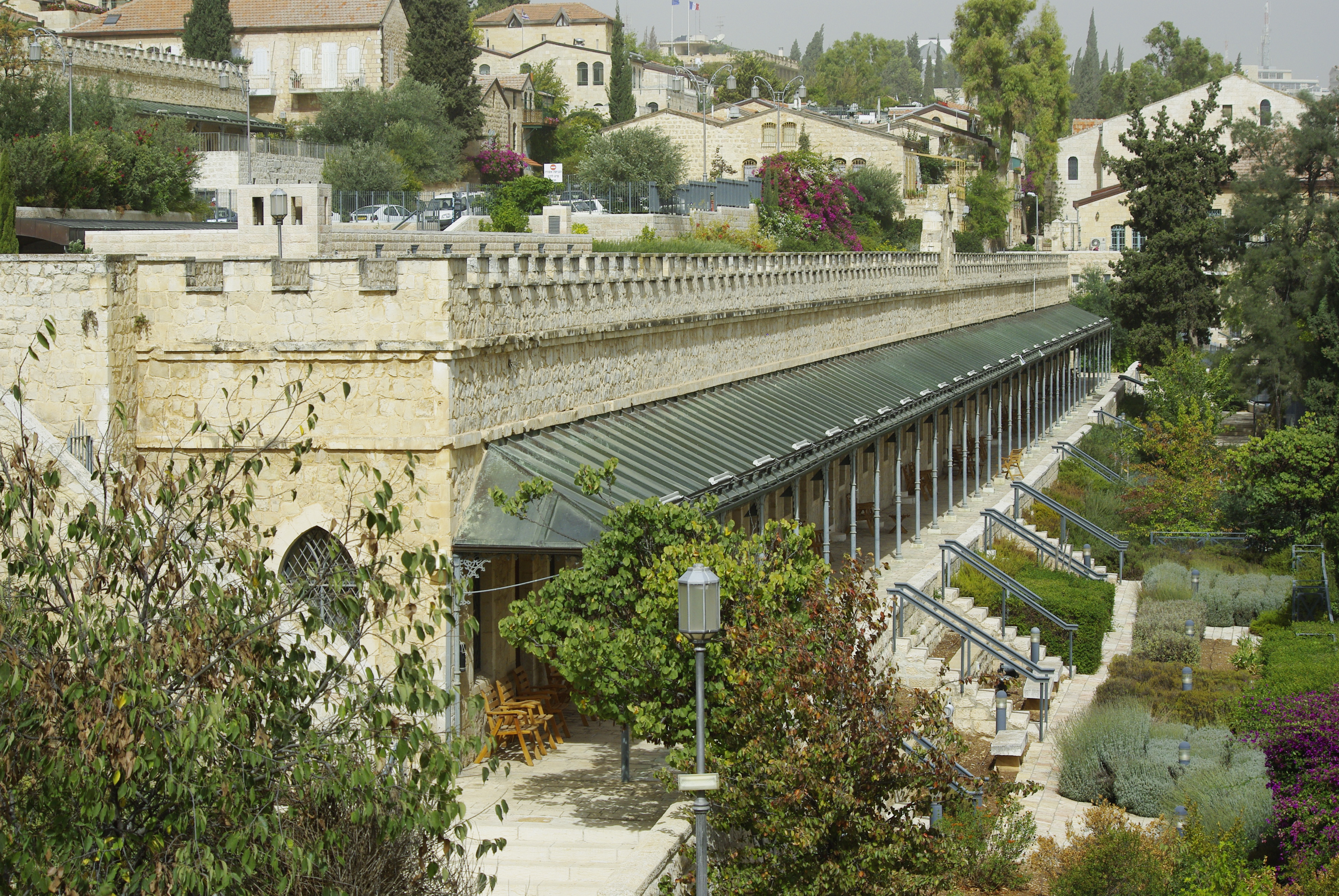
Bâtiment de Mishkenot Sha'ananim, aujourd'hui, une maison d'hôtes (1860)

Depuis le premier exil, les Juifs ont exprimé dans leurs prières leur désir de retour à Sion. Certains des plus religieux d'entre eux l'ont entrepris. On peut rappeler, au cours des siècles, les noms d'Ezra, de Hillel, de Juda Halevi, de Yehiel de Paris, de Nahmanide ou du Gaon de Vilna. Ceux-ci et leurs disciples cherchaient à mieux vivre leur foi sur la terre d'Israël. Les tentatives de refaire vivre l'agriculture de la terre d'Israël sont plus rares : la première connue est celle de fermiers à Gaza, rapportée en 1481 par Meshullam ben Menahem Volterra. On peut aussi citer celle de Joseph Nassi au XVIe siècle. Au XVIIe siècle, Moshe ben Joseph di Trani, rapporte que des Juifs palestiniens cultivent le coton, les céréales et les légumes pratiquent la sériciculture ou l'apiculture. Mais les premières tentatives plus abouties remontent au XIXe siècle.
Si Moïse Montefiore aide au premier développement urbain juif hors les murs à Jérusalem dès 1860, la première tentative pérenne d'établissement agricole est due à Charles Netter, l'un des fondateurs de l'Alliance israélite universelle qui acquiert 250 hectares auprès du gouvernement turc et fonde, en 1870, la ferme-école de Mikvé-Israël (aujourd'hui un collège-lycée franco-israélien sur le territoire de la ville de Holon).

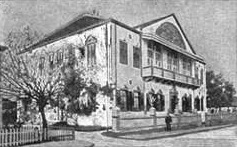
Bâtiment administratif à Zikhron Yaakov (circa 1900)

En 1881, à la suite de l'assassinat d'Alexandre II, une vague de pogroms sanglants déferle sur l'Empire russe. Léon Pinsker, médecin juif polonais, publie en allemand, en janvier 1882, sa brochure Auto-émancipation dans laquelle il dénonce la judéophobie (« Judophobie » en allemand) et promeut l'indépendance juive. Ces pogroms et ce texte sont à l'origine de la création de la société des Amants de Sion et de la première Aliyah (1881-1903).
C'est aussi en 1882 que les premiers établissements agricoles de Juifs russes et roumains sont créés en terre d'Israël, à Zikhron Yaakov et à Rishon LeZion. C'est l'aide financière et organisationnelle déterminante du baron Edmond de Rothschild qui permet le succès de ces établissements : à la fin du siècle, la population de Rishon-LeZion dépasse les 500 habitants et celle de Zihron Yaakov, près de 1000 habitants. Edmond de Rothschild contribue ensuite à la fondation d'autres établissements comme à Metoula ou à Rosh Pina. Ils forment le noyau de ce qu'on appelle le nouveau Yichouv.

#### Démographie
Bien que l'immigration juive en Palestine soit encore modeste, les chiffres fournis par la Jewish Encyclopedia montrent une croissance nette de la population juive en Palestine, liée en partie au succès des nouveaux établissements agricoles, en partie à la continuation de l'immigration religieuse et en partie certainement à l'amélioration des conditions de vie de la minorité juive. La population juive de la province ottomane de Syrie-Palestine est de 70 000 personnes et celle de Jérusalem a cru de 7 000 personnes en 1862 à 30 ou 50 000 personnes en 1902, à tel point que les Juifs sont dès lors majoritaires à Jérusalem,.
Selon l'historien de l'Empire ottoman François Georgeon, jusqu'en 1880 la population juive en Palestine ne dépassait pas les 24 000 personnes et était issue d'un courant migratoire très irrégulier.

#### Renaissance de l'hébreu
Dans les années 1880-1900 débutent les travaux pour la renaissance de l'hébreu. Les immigrés juifs parlaient alors le yiddish ou la langue de leur pays d'origine. L'hébreu était réservé à l'étude des textes et prières bibliques et talmudiques. Eliézer Ben Yehoudah, issu d'une famille yiddishophone, immigre en Palestine en 1881 et se consacre à la renaissance de l'hébreu en commençant par en imposer l'usage à sa famille. Il rédige un grand dictionnaire hébraïque. Il se heurte aux oppositions de ceux qui préfèreraient l'allemand ou le français comme nouvelle langue nationale et de ceux pour qui l'usage profane de l'hébreu s'apparente au blasphème. Son premier succès est l'adoption de l'hébreu par le Technion, la nouvelle école d'ingénieurs de Haïfa, en 1913.

### Les débuts du sionisme (1896-1917)

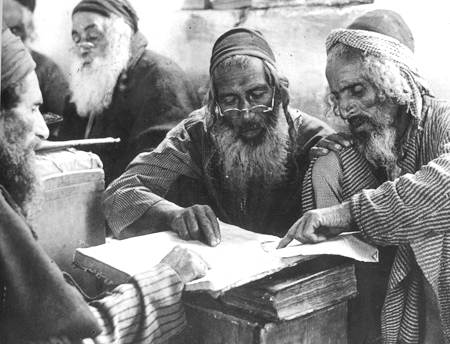
Vieillards yéménites ayant immigré en Palestine ottomane et étudiant la Torah

En 1896, officiellement à la suite des réflexions que lui inspire l'affaire Dreyfus, un journaliste viennois juif, Theodor Herzl, publie L'État des Juifs (Der Judenstaat) dans lequel il promeut la création d'un État pour les Juifs et en détaille les institutions et le fonctionnement. Il crée aussi l'organisation sioniste dont le premier congrès se réunit à Bâle en 1897 et qui va continuer son œuvre après sa mort en 1904. C'est l'organisation sioniste qui entérine le choix de la Palestine pour l'État des Juifs.
Le développement du sionisme combiné à la peur suscitée par les nouveaux pogroms à Kichinev, en 1903 et 1905, aboutissent à la deuxième vague d'immigration en terre d'Israël ou deuxième aliyah, qui amène quelques dizaines de milliers d'immigrants d'Europe orientale, parmi lesquels Yitzhak Ben-Zvi ou David Grün qui prend le nom hébreu de David Ben Gourion. Quelques étapes importantes pour le développement du yichouv marquent cette période : la création en 1903 de l'Anglo-Palestine Company, à l'origine du système bancaire moderne en Palestine ; l'apparition des premiers partis politiques juifs, socialisants, en 1905 ; la création, en 1907, du Fonds national juif ou Keren Kayemet LeIsrael, chargé de l'acquisition des terres en Palestine, la création de Bar-Guiora, une organisation paramilitaire d'auto-défense en 1907 ; la fondation de Tel-Aviv, en 1909, sur des dunes au nord de Jaffa ; la même année, la naissance du premier kibboutz à Degania et en 1912, l'inauguration du Technion à Haïfa, la première université en Palestine.
Ce succès relatif de l'immigration juive en Palestine ne doit pas faire oublier qu'à la même époque, plus d'un million de Juifs, subissant notamment l'antisémitisme des populations russes et polonaises, préfèrent émigrer vers les États-Unis. Les sionistes restent très minoritaires au sein des Juifs, où les orthodoxes, coalisés dans l'Agoudat Israel, s'opposent très vivement à eux. C'est aussi durant cette période qu'apparaissent les premiers signes d'opposition arabe au mouvement sioniste : en 1891, des notables arabes habitant Jérusalem protestent contre la vente de terres aux Juifs et des démarches sont faites auprès des autorités ottomanes, pour lutter contre l'arrivée de Juifs sur le territoire ; en 1908, sont fondés les premiers journaux nationalistes arabes Al-Karmel et Falistin.
En 1918, à la fin de la période ottomane, la population juive est estimée entre 56 000 personnes et 82 000 personnes et la population arabe, elle, compte plus de 600 000 personnes.

## Les Juifs dans la Palestine sous administration britannique (1917-1948)

### L'installation de l'administration britannique (1917-1922)

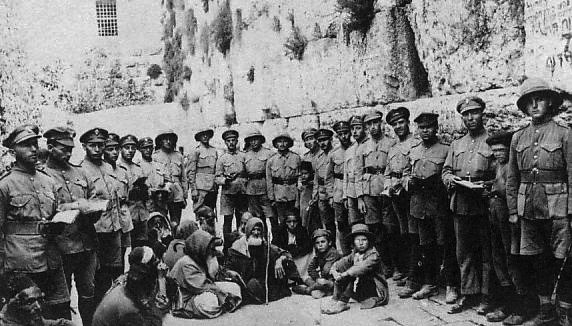
1918. Soldats de la Légion juive, près du Mur

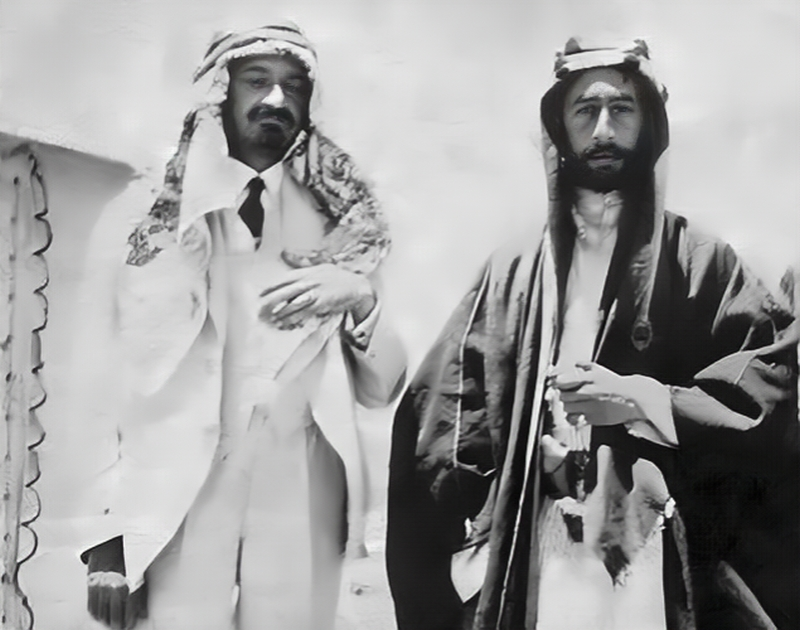
L'émir Fayçal et Chaim Weizmann (à gauche, portant aussi une tenue bédouine)

La Première Guerre mondiale bouleverse la géographie du Moyen-Orient. L'Empire ottoman est allié aux empires centraux et les Français et les Anglais comptent bien profiter d'une défaite turque pour se partager la région. Les accords Sykes-Picot attribuent la Palestine à l'influence britannique. Ces accords n'empêchent pas les Anglais de promettre aux Arabes, un royaume indépendant et aux Juifs, la construction d'un « foyer national » en Palestine. Ce dernier est l'objet de la déclaration Balfour de 1917, inspirée par le chimiste et dirigeant sioniste Chaim Weizmann.
Sur le plan militaire, les Anglais, sous la conduite du général Edmund Allenby et avec la participation d'une brigade juive, conquièrent la Palestine en 1917 et 1918 et nomment en 1920 une administration civile dirigée par un haut-commissaire civil Sir Herbert Samuel. En juillet 1922, la Société des Nations attribue à la Grande-Bretagne un mandat qui doit préparer la création d'un foyer national juif, tout en permettant à l'ensemble de la population de se gouverner. Il précise par son article 2 que la Grande-Bretagne doit assumer « la responsabilité d’instituer dans le pays un état de choses politique, administratif et économique de nature à assurer l’établissement du foyer national pour le peuple juif (…) et à assurer également le développement d’institutions de libre gouvernement, ainsi que la sauvegarde des droits civils et religieux de tous les habitants de la Palestine, à quelque race ou religion qu’ils appartiennent ».

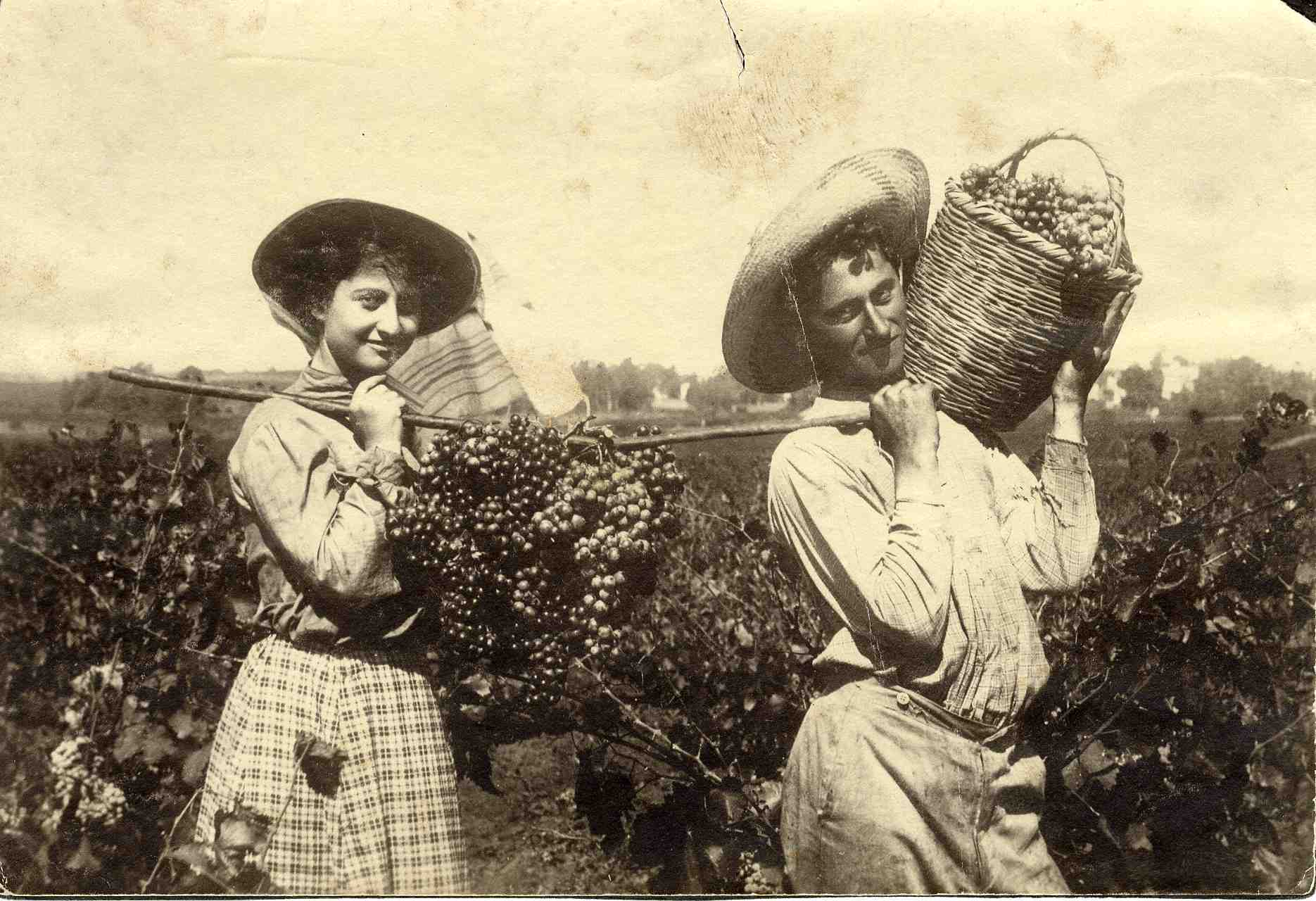
Viticulteurs à Rishon LeZion au début des années 1920

Les sionistes avaient proclamé leur neutralité dès le début du conflit. Seuls Chaïm Weizmann et Vladimir Jabotinsky voient que la guerre va radicalement changer les choses. Ce dernier convainc les Anglais de créer un régiment juif (la légion juive), le 23 août 1917, qui regroupe 800 hommes et qui est envoyé en Palestine en février 1918. Chaim Weizmann se consacre à la diplomatie et obtient des Anglais la déclaration Balfour. Il participe à la préparation de la conférence de la paix à Paris et il y signe, en 1919, un accord avec Fayçal, futur roi d'Irak.
Malgré ces accords, les premières émeutes anti-juives se produisent en mars-avril 1920 à Jérusalem puis en mai 1921 à Jaffa et contre des établissements agricoles, notamment les premiers kibboutz créés à partir de 1909. Ces émeutes font plus de 50 morts et sont attribuées par la commission Haycraft nommée par les Britanniques à la colère arabe contre l'immigration juive. Cela débouche sur la publication du premier Livre blanc, dit le livre blanc Churchill, visant à rassurer les Arabes, en limitant l'immigration juive. Mais ces émeutes débouchent aussi sur la création des unités de défense juive, la Haganah à partir des unités de l'organisation Hashomer.
Cette période est celle de la troisième Aliyah, suscitée par la déclaration Balfour et aussi les troubles d'Europe centrale et orientale, faisant suite à la Première Guerre mondiale. En 1921, est créé le premier moshav ou village coopératif de paysans indépendants dans la vallée de Jezreel.

### Les Juifs dans la Palestine sous mandat britannique (1922-1948)

#### De 1922 à 1939
En 1922, l'hébreu, grâce aux efforts d'Éliézer Ben-Yehoudah devient une des langues officielles de la Palestine mandataire aux côtés de l'arabe et de l'anglais.
En 1921, le Rav Abraham Isaac Kook a été élu premier grand-rabbin ashkénaze de la terre d'Israël, au côté du grand-rabbin séfarade. Les Mizrahim, Juifs orientaux, sont dès lors assimilés aux séfarades, bien que leurs familles ne soient pour la plupart jamais passées par l'Espagne,. Il fonde en 1924, à Jérusalem, une yechiva, Merkaz Harav, qui se veut « favorable au sionisme, universelle dans sa vision des choses et son programme d'études ». Par son influence, il contribue à l'émergence d'un sionisme religieux, jusque-là marginal, voire inexistant.
Le 1er avril 1925, l'université hébraïque de Jérusalem est solennellement inaugurée sur le mont Scopus en présence de Chaïm Weizmann, du général Allenby, de lord Balfour, du Rav Kook et du poète Haïm Nahman Bialik. Cette université symbolise le triomphe des idées d'Eliézer Ben Yehoudah, qui est mort en 1922.
En 1920, avait été créée la Histadrout, la centrale syndicale des travailleurs juifs de Palestine, dont le premier secrétaire général est David Ben Gourion. En 1925 commence à paraître son journal, Davar.
En 1929, l'organisation sioniste mondiale crée l'Agence juive qui va aider à l'administration du foyer national juif, en vertu du mandat de la Société des Nations : pour assister la Grande-Bretagne dans cet objectif, « un organisme juif convenable sera officiellement reconnu et aura le droit de donner des avis à l’administration de la Palestine et de coopérer avec elle dans toutes questions économiques, sociales et autres, susceptibles d’affecter l’établissement du foyer national juif et les intérêts de la population juive en Palestine, et, toujours sous réserve du contrôle de l’administration, d’aider et de participer au développement du pays ».
Cette période relativement paisible d'essor du Yichouv permet la quatrième aliyah, datée de 1924 à 1928, qui subit la politique des quotas américaine, limitant l'immigration aux États-Unis des personnes originaires d'Europe orientale.
La situation s'aggrave brutalement en 1929 avec de violentes émeutes antijuives à Hébron, Jérusalem et Safed, qui font près de cent-cinquante victimes juives et de quatre-vingt dix victimes arabes lors de la répression britannique selon le Dictionnaire Encyclopédique du Judaïsme et 136 victimes arabes et 135 juives selon Henry Laurens. Pour la première fois depuis les Croisés, les Juifs sont obligés d'abandonner Hébron, leur seconde ville sainte où, d'après la tradition, sont enterrés Abraham et Sarah.
De nouveau, les Anglais nomment une commission d'enquête qui tend à dédouaner le grand mufti de Jérusalem de ses responsabilités et qui aboutit à un second livre blanc restreignant les acquisitions foncières et l'immigration juive. Chaïm Weizmann obtient dès 1931 la quasi-annulation de ce livre blanc, ce qui va entraîner la confrontation directe avec les Arabes et les Anglais.

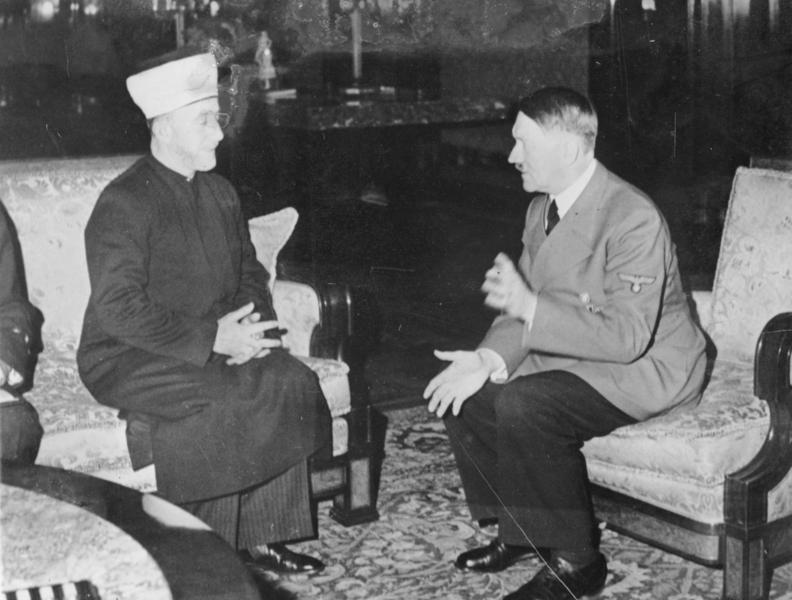
Rencontre du grand mufti, Amin al-Husseini avec Hitler en 1941.

Après une période de violents affrontements anglo-arabes, de 1933 à 1936, les Arabes constituent le 25 octobre 1936 le Haut Comité arabe, sous la direction du grand mufti de Jérusalem, Amin al-Husseini. Les Anglais répondent en augmentant le nombre de policiers juifs et politiquement par une nouvelle commission d'enquête, sous la direction de Lord William Peel, qui propose un premier partage de la Palestine : une région juive (la Galilée et une partie de la plaine côtière), une région arabe (Judée-Samarie et Négev) et une région sous contrôle britannique (Jérusalem). Les Juifs refusent le plan en espérant l'améliorer. Le Haut Comité arabe le rejette totalement, mais l'émir Abdallah de Transjordanie l'accepte. Après l'assassinat du commissaire régional britannique en Galilée, la répression anti-arabe par les Anglais est très dure (plus de 5 000 morts) et le Haut Comité arabe est dissous. Amin al-Husseini, exilé, recherche par la suite le soutien de l'Allemagne nazie.

#### La vie culturelle
Cette vie politique violente s'accompagne pourtant d'un développement culturel important : l'hébreu devient la langue effective du Yichouv, c'est la langue de la presse et la littérature avec Bialik et Agnon (futur prix Nobel de littérature) qui obtient en 1934 le prix Bialik ; le théâtre Habima de Moscou s'installe à Tel-Aviv en 1928 et deviendra le théâtre national israélien ; les fouilles débutent sur le site de Massada en 1932 ; l'orchestre symphonique de Palestine, aujourd'hui orchestre symphonique d'Israël, donne son premier concert en 1936 avec Arturo Toscanini au pupitre ; en 1938, Martin Buber s'installe à Jérusalem ; le journal Yediot Aharonot, aujourd'hui le plus fort tirage d'Israël, commence à paraître en 1939. C'est aussi l'époque où s'élèvent les bâtiments de style Bauhaus de Tel-Aviv (la « Cité blanche »), aujourd'hui classés au patrimoine mondial de l'humanité par l'Unesco.

#### Démographie
La cinquième aliyah, de 1933 à 1939, voit arriver un nombre considérable de Juifs allemands, qui fuient les Nazis et apportent avec eux capitaux et savoir-faire. La population de Tel-Aviv, créée en 1909, atteint 150 000 personnes en 1936. La population alors est en 1945 de 550 000 Juifs et 1 200 000 Arabes.

### De 1939 à l'indépendance (14 mai 1948)
La révolte arabe conduit les Juifs à revoir leur stratégie de défense du Yichouv : les kibboutzim et moshavim s'équipent d'une enceinte, d'une tour de guet et de groupes ou sections de sécurité, la Haganah forme ses premiers commandos. En marge du mouvement sioniste officiel, l'Irgoun, organisation droitière sioniste, sous l'influence de Jabotinsky, s'engage à partir de novembre 1937 dans une politique de terrorisme systématique contre les civils arabes.
Devant les menaces de guerre avec l'Allemagne, les Anglais veulent éviter que les Arabes ne rejoignent les forces de l'Axe et publient en mai 1939 un troisième Livre blanc qui réduit drastiquement l'immigration juive en Palestine (10 000 visas par an pendant 5 ans et 25 000 visas de réfugiés et, de fait, seuls 15 000 immigrants arrivent en Palestine de 1939 à 1945), qui interdit la vente de terre aux Juifs sur 80 % du territoire et qui promet la création d'un État palestinien indépendant dans les 10 ans. Aussi, en septembre 1939, David Ben Gourion peut-il déclarer : « Nous ferons la guerre comme s'il n'y avait pas de Livre blanc, et nous combattrons le Livre blanc comme si la guerre n'existait pas ». De leur côté, les Arabes acceptent les termes de ce livre blanc, même si le grand mufti de Jérusalem demande l'indépendance immédiate de la Palestine.
Pendant la guerre, des volontaires juifs de Palestine rejoignent les forces britanniques (c'est en combattant les Français de Vichy que Moshe Dayan perd un œil) et le 6 août 1942, les Britanniques, qui avaient voulu créer des unités judéo-arabes palestiniennes, annoncent, à la suite du peu d'empressement des Arabes, la formation de bataillons juifs puis, en 1944, la formation d'une brigade juive, qui est engagée en Italie en 1945. Ces troupes juives se sont notamment illustrées près de Bir-Hakeim dès juin 1942, quand le général Kœnig fait saluer par ses légionnaires le drapeau d'un détachement juif, pour sa résistance face aux Allemands.
Sur le plan politique, la guerre est marquée par la conférence sioniste du 11 mai 1942 à New York, qui proclame que la Palestine doit devenir un État juif (Jewish Commonwealth).
Dès mai 1944, l'Irgoun reprend ses opérations anti-britanniques et elle est rejointe par la Haganah en octobre 1945. Mais après l'arrestation de l'exécutif de l'Agence juive, le 29 juin 1946, la Haganah cesse la lutte armée contre les Britanniques que continue l'Irgoun et qui culmine dans l'attentat contre l'hôtel King David qui fait une centaine de morts.
Malgré les souhaits d'une commission d'enquête anglo-américaine créée en 1946 d'accorder 100 000 visas pour la Palestine devant être accordées aux réfugiés juifs souhaitant venir en Palestine, les Anglais interdisent toute immigration légale et la Haganah se consacre à favoriser l'immigration clandestine ; ainsi, 70 000 illégaux peuvent rejoindre, depuis l'Europe, la Palestine. L'affaire de l'Exodus 1947, où 4500 réfugiés se voient contraints de retourner en Allemagne, bouleverse ainsi l'opinion mondiale.
La Grande-Bretagne confie alors en mars 1947 le dossier à l'Organisation des Nations unies qui, avec le soutien des États-Unis et de l'Union soviétique et malgré l'opposition de tous les pays arabes, votent le plan de partage de la Palestine, le 29 novembre 1947, ce qui provoque des manifestations de joie de la part des Juifs et de colère de la part des Arabes de Palestine. Ce plan de partage divise la Palestine en trois secteurs : l'un arabe, représentant environ 45 % du territoire, l'autre juif qui dispose de 55 % du territoire et le troisième est la ville de Jérusalem et Bethléem, qui devra être géré par un comité international, sous l'autorité de l' ONU.
Le 14 mai 1948, David Ben Gourion, président du Yichouv, proclame à 16 heures au musée des Beaux-Arts de Tel Aviv l'indépendance de l'État d'Israël, qui est attaqué dès le 15 mai par les États arabes suivants : Jordanie, Égypte, Syrie, Irak et Liban.

## Les Juifs dans l'État d'Israël, de 1948 à nos jours

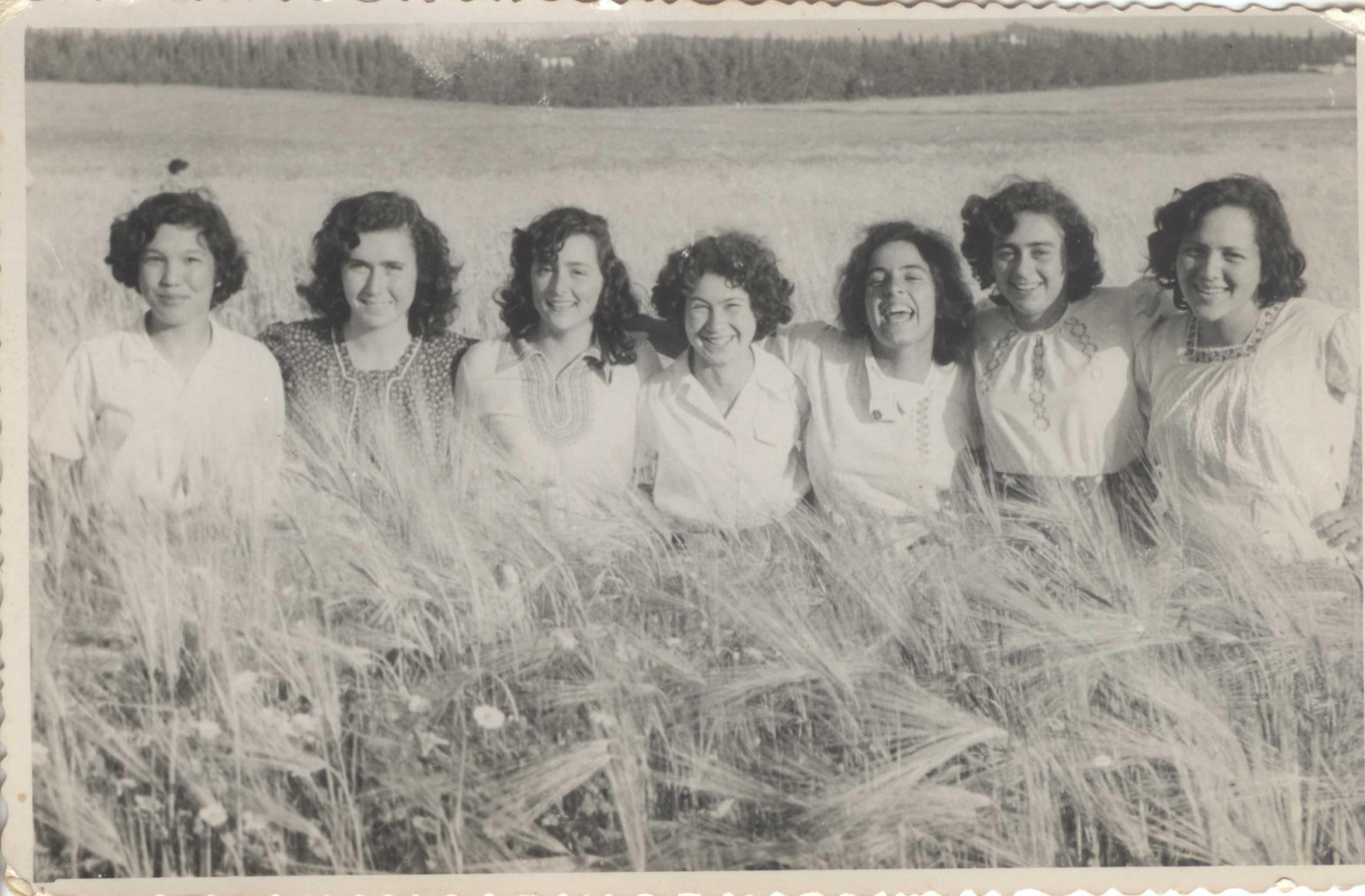
Filles juives du moshav Beit Hanan avant la récolte (début 1950)

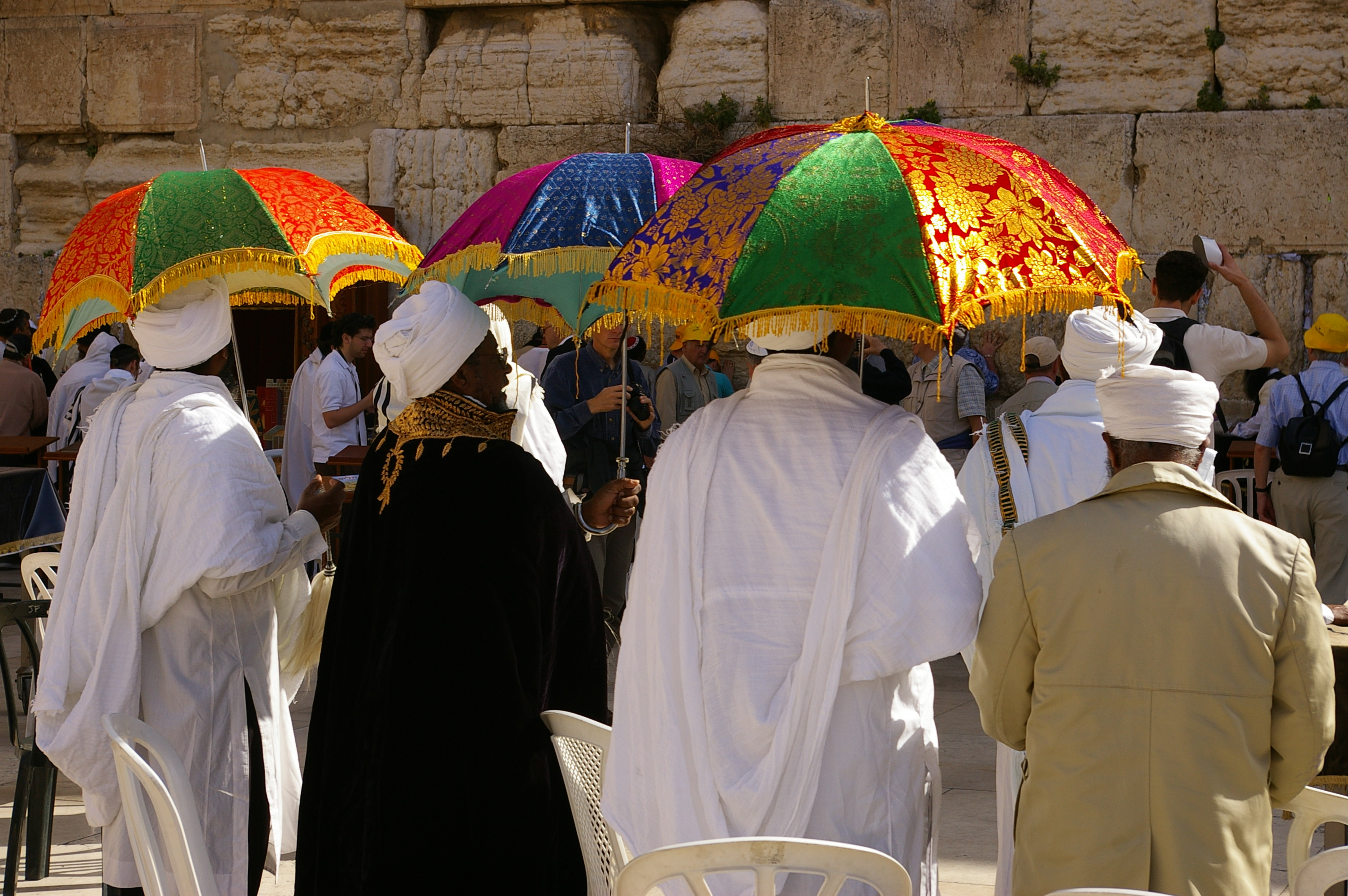
Juifs d'Éthiopie au Mur occidental

Ben Gourion avait déclaré en 1937 : « J’ai toujours fait la différence entre Eretz Israël et un État en Eretz Israël » mais paradoxalement, avec l'indépendance de l'État d'Israël et la souveraineté des Juifs sur une grande partie de la terre d'Israël, les Juifs perdent accès à la Judée, à la vieille ville de Jérusalem où ils s'étaient maintenus sous toutes les périodes de domination arabe ou ottomane et au Mur occidental. Le 13 décembre 1949, devant les députés israéliens (élus en janvier 1949), Ben Gourion, allors chef du gouvernement israélien, proclame que Jérusalem est capitale d'Israël, ce qui est contraire au plan de partage de 1947, qui donnait un statut international à Jérusalem. En janvier 1950, le gouvernement israélien réaffirme sa volonté de considérer Jérusalem comme capitale du nouvel État juif, créé depuis le 14 mai 1948.
Le 5 juillet 1950, la Knesset (le parlement israélien) vote la loi du retour qui donne à tout Juif le droit d'immigrer en Israël et qui donne de jure la citoyenneté israélienne à tout Juif ayant foulé le sol de l'État d'Israël, par tout moyen d'accès.
En 1953 et en 1980, deux lois précisent le fonctionnement du grand-rabbinat d'Israël et en fixent les domaines d'intervention : le Grand-Rabbinat, dominé depuis l'indépendance par les orthodoxes, administre la vie religieuse et familiale des Juifs israéliens, pour ce qui concerne mariages, divorces et conversions. Toutefois, le 31 mars 2015, une décision de la Cour suprême d'Israël remet en question le statut du Grand-Rabbinat en décidant que les personnes ayant effectué une conversion devant tout tribunal rabbinique orthodoxe, en Israël ou à l’étranger, seront reconnues comme juives et donc admissibles à la citoyenneté israélienne. En avril 2016, le Grand-Rabbinat réduit considérablement la portée de cette décision en publiant une liste limitée de cent cinquante rabbins orthodoxes établis hors d'Israël et dont les décisions sont acceptables pour l’établissement de l’identité juive d’un plaignant.
En Israël même, l'opposition est et reste forte d'une part entre les Juifs orthodoxes représentés par les partis religieux et la majorité laïque et d'autre part entre les Séfarades et les Ashkénazes, au point même de susciter dans les années 1990 un parti religieux séfarade, le Shass face aux partis religieux ashkénazes.
Toutefois, Israël reste uni face à l'opposition des pays arabes et à l'autre grande difficulté à laquelle doit faire face le nouvel État, à savoir l'intégration de près de six cent mille juifs devant fuir les pays arabes entre 1948 et 1962. Israël sera même amené à organiser cette émigration avec l'opération Tapis volant pour les Juifs du Yémen en 1949-1950 et l'opération Ezra et Néhémie pour les Juifs d'Irak en 1950-1951. La population israélienne qui comprenait environ sept cent mille Juifs en mai 1948, atteint 2,4 millions d'habitants en 1967.
La guerre des Six Jours, du 5 au 10 juin 1967, donne à Israël le contrôle de toute la Cisjordanie (la Judée-Samarie pour les Israéliens) sur la rive occidentale du Jourdain. Les Juifs ont de nouveau accès à Jérusalem au quartier juif de la vieille ville et au Mur occidental où est créé une grande place, afin de favoriser les rassemblements de prière , en détruisant des dizaines de maisons habitées par des Arabes, dans le quartier dit « des Magrébins ». Toutefois, dès le 17 juin 1967, Moshe Dayan confirme au Waqf, (le conseil d'administration des lieux saints musulmans de Jérusalem) le contrôle du Haram al-Sharif, c'est-à-dire du mont du Temple.
La fin des années 1980 et les années 1990 voient une très forte immigration (plus d'un million de personnes) en provenance de Russie et plus généralement de l'ex-Union soviétique, soit plus du tiers de toute l'immigration jamais reçue en Israël.
L'immigration des Juifs de Russie, dont certains n'ont de juif que le nom d'un grand-père (selon le principe « si quelqu'un est assez juif pour avoir été persécuté par les nazis-qui remontaient aux grands-parents-il est assez juif pour être accueilli en Israël »[réf. nécessaire]), de même que le sauvetage des Juifs d'Éthiopie à travers les opérations Moïse et Salomon, remet dans l'actualité la question de savoir qui est juif. Elle peut être parfois résolue différemment par les autorités israéliennes et le grand rabbinat.
Les accords d'Oslo, signés à Washington le 13 septembre 1993, jettent les bases d'un futur État palestinien au côté de l’État d'Israël sur le territoire el, une des questions non résolues et très sensibles reste le statut des villes et villages établis par les Israéliens, à l'intérieur du territoire qui était jordanien de mai 1948 à juin 1967. Israël doit-il les conserver ou doit-il les donner à l’État palestinien ? Dans ce dernier cas, faut-il évacuer leurs citoyens ou en faire des Palestiniens juifs comme il y a des Israéliens arabes ?
Une autre question sensible reste le statut de Jérusalem dont les Israéliens et aussi les Palestiniens, depuis 1988, font leur capitale. Ces questions restent d'autant plus d'actualité que le 29 novembre 2012, l'Assemblée générale des Nations unies donne le statut d'État observateur non membre à la Palestine. En 2017, Israël quitte l'UNESCO après les votes des décisions « Palestine occupée » du conseil exécutif de l'UNESCO et l'inscription de la vieille ville d'Hébron sur la liste du patrimoine mondial en péril car, pour les Israéliens, ces décisions nient le caractère juif de Jérusalem et d'Hébron.
La fin de l'année 2011 voit de violents affrontements entre ultraorthodoxes juifs et le gouvernement israélien à propos de la conduite des femmes dans les quartiers où ils vivent. Celles-ci y doivent se comporter suivant leurs principes anciens et très stricts, dont le non-respect peut entraîner des réactions violentes.
En 2012, c'est l'arrivée à expiration de la loi permettant aux Juifs religieux d'éviter le service militaire depuis 1948 qui fait polémique car le gouvernement et l'opinion se déchirent quant au contenu de la nouvelle loi qui devrait être votée avant le 1er août 2012. En l'absence de nouvelle législation, les Juifs orthodoxes doivent faire leur service militaire. Le combat politique et les violentes manifestations se poursuivent sur ce sujet en 2017 et sont une des causes de la dissolution de la Knesset en décembre 2018.
En 2020 et 2021, la pandémie de Covid-19 donne lieu à une nouvelle opposition violente entre ultra-orthodoxes et le reste de la population juive d'Israël. En effet, des groupes ultra-orthodoxes refusent à plusieurs reprises les mesures de gestes-barrières et se rassemblent en grand nombre notamment à l'occasion de funérailles de rabbins célèbres, ce qui donne lieu parfois à de véritables émeutes,,,.
Le 1er mars 2021, la Cour suprême d'Israël statue que les personnes qui se sont converties au judaïsme en Israël par le biais des mouvements Réformé et Massorti doivent être reconnues comme juives aux fins de la Loi du retour et ont donc à ce titre droit à la citoyenneté israélienne. Les juges ont statué que les conversions au judaïsme effectuées en Israël par les mouvements réformés et massorti doivent désormais être considérées comme valables aux fins de la citoyenneté et ainsi les autorités juives orthodoxes n'ont plus le monopole de pouvoir conférer le statut de « juif » au sein de l’État juif. Cette décision constitue donc « la joie pour la gauche non orthodoxe, l’horreur pour la droite orthodoxe ».
En 2023, les ultra-orthodoxes qui représentent plus de 10 % de la population et dont nombre d’entre eux ne travaillent pas pour se consacrer à l’étude de la Torah bénéficient de subventions et d'exonérations fiscales défendues par les partis politiques qui les représentent et qui sont membres de la coalition gouvernementale de Benyamin Netanyahou. Ces subventions et exonérations leur attirent l’hostilité d’une grande partie des Juifs Israéliens non religieux, qui les accuse de vivre à leur frais.

### Massacre du 7 octobre 2023
Le 7 octobre 2023, les habitants du sud d'Israël, au pourtour de la bande de Gaza, Israéliens juifs ou arabes (souvent Bédouins) et travailleurs ou visiteurs étrangers sont victimes d'un massacre — parfois appelé pogrom, le premier en terre d'Israël depuis la création de l'État — organisé par le Hamas qui fait environ 1 200 morts et dont s'ensuit depuis 2023 la guerre de Gaza.

### Abréviations
- AJ - Flavius Josèphe, Antiquités juives
- BD - Israël Finkelstein et Neil Asher Silberman, la Bible dévoilée
- DEJ - Geoffrey Wigoder, Dictionnaire encyclopédique du judaïsme
- GJ - Flavius Josèphe, la Guerre des Juifs
- HJ - Hisch Graetz, Histoire des Juifs
- HP - Moshe Gil, A History of Palestine (634 - 1099)
- HUJ - Elie Barnavi, Histoire Universelle des Juifs
- JE - Jewish Encyclopedia

#### Archéologie
- Natoufien, Vénus de Berekhat Ram
- Archéologie en Israël (en), Harifian (en)
- Archéologie au Levant (en)